# 大館市
大館市（おおだてし）は、秋田県北部に位置する市。市の北境で青森県と接している。1951年（昭和26年）市制施行。

## 概要

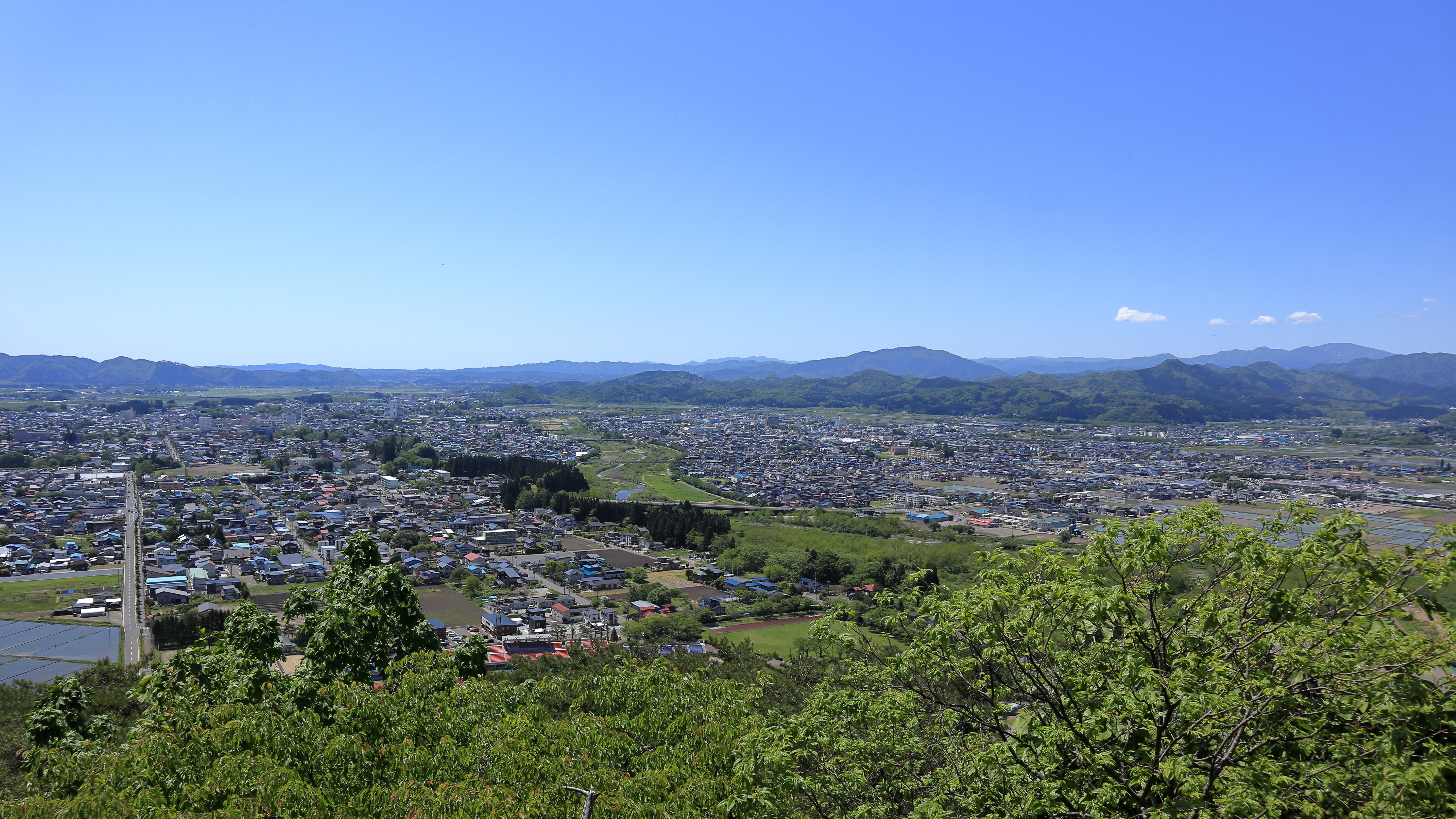
大館盆地

市域の大部分は山間部であり、米代川とその支流の流域に沿って集落が点在する。大館城址および市役所、裁判所、検察庁などが建ち並ぶ旧市街地は長木川と米代川に挟まれた大館盆地の中心にある。
全国の一般的な主要都市と異なり、主要駅の大館駅よりも東大館駅の方が市役所に近い。
県庁所在地の秋田市および県南部への交通の便は悪く、娯楽や観光・商業・医療の面では秋田県内の各都市とのつながりよりも、奥羽本線・東北自動車道などが通っていて距離も近い弘前市や中南津軽地域とのつながりが強い。

## 地理

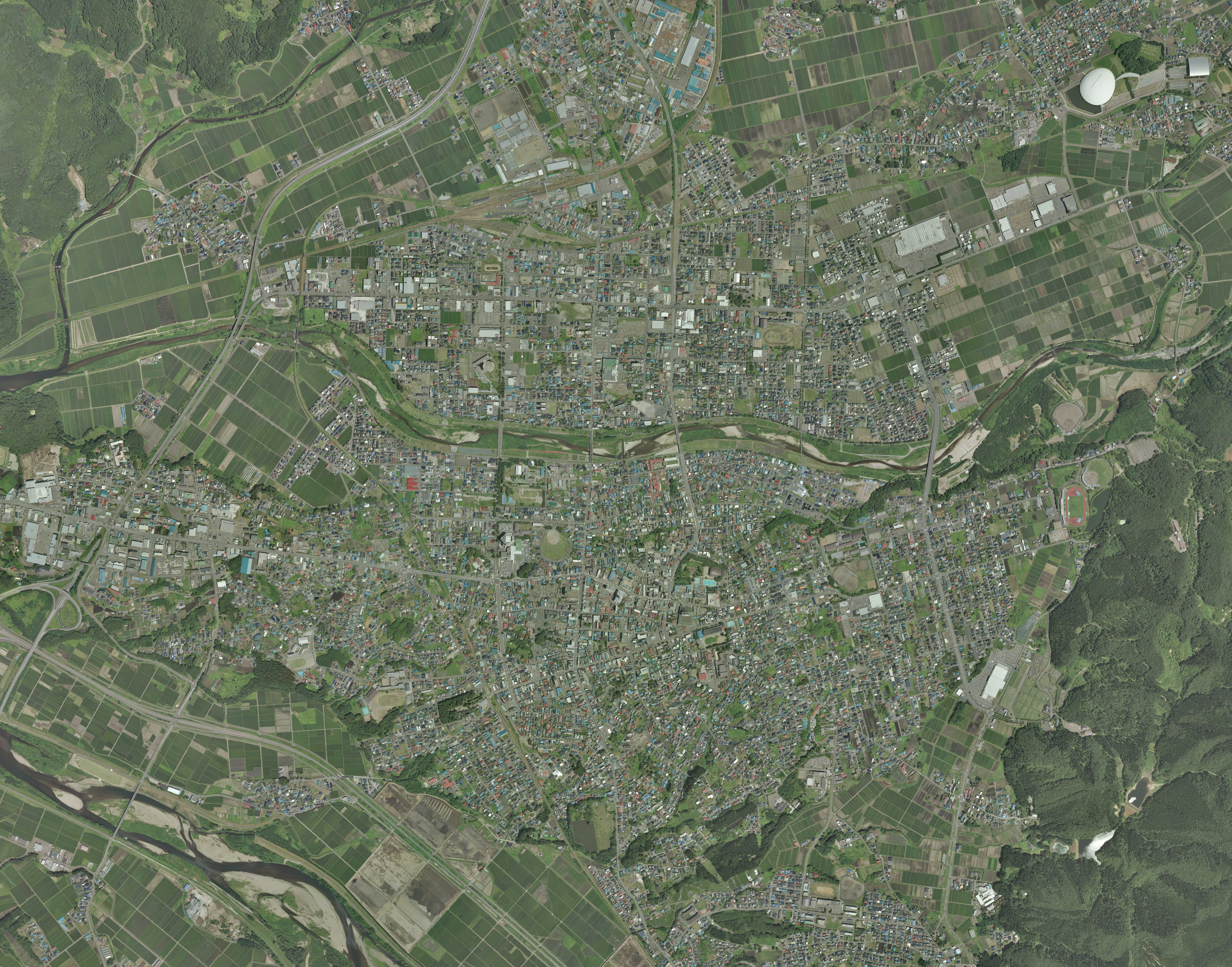
大館市中心部周辺の空中写真。画像上部中央付近に大館駅があるが、古くからの大館の中心市街地は画像中央から下部の河岸段丘上に形成されている。
2016年7月12日撮影の8枚を合成作成。
。

秋田県の北部に位置する。北境で青森県と県境を接し、東境で鹿角郡小坂町と鹿角市、南境で北秋田市、西境で藤里町と接する。2005年（平成17年）、西部の田代町、北部の大館市、南部の比内町が合併し、面積がほぼ2倍となった。
秋田三大河川の1つである米代川が東から西に向かって中央部を貫き、南から流れてきた犀川と引欠川、北東から流れてきた長木川、岩瀬川、早口川が次々と合流する。大館市は、四方を山に囲まれた盆地である。北部の山々は、白神山地の東端に位置する田代岳を主峰とする1000メートル級の峰が連なり、東部には鳳凰山に代表される500メートル級の山々に樹海が広がっている。南部には、竜ヶ森を主峰とする比内連峰が屏風のように聳え、東部には魔当山などのなだらかな山並みが続いている。大館盆地の中央（米代川南側）には、霊峰として知られる達子森がピラミッドのような山容で聳えている。
- 山：達子森、鳳凰山、高森[注釈 2]、面倉山、竜ヶ森（北秋田市境界）、羽保屋山、小倉山、早稲山、田代岳、雷岳、烏帽子岳、竜ヶ森（鹿角市境界）
- 河川：米代川、下内川、長木川、犀川、長部沢川、大谷川、早口川、岩瀬川、山田川、引欠川、長内沢川、下内川、雪沢川
- 湖沼：五色湖（山瀬ダム・人造湖）

### 隣接している自治体
- 秋田県
  - 鹿角市
  - 北秋田市
  - 鹿角郡：小坂町
  - 山本郡：藤里町
- 青森県
  - 弘前市、平川市
  - 南津軽郡：大鰐町
  - 中津軽郡：西目屋村

### 地域区分
秋田県内では、経済・医療・教育・気象など分野により、大館市と北秋田市・北秋田郡を含む地方を北秋（ほくしゅう）、さらに北秋地域と鹿角市・鹿角郡をまとめて北秋鹿角（ほくしゅうかづの）または北鹿（ほくろく）、大館市と鹿角市・鹿角郡を大館鹿角と分類し、区分する場合が多い。

## 気候
寒暖の差が大きく気温の年較差、日較差が大きい顕著な大陸性気候である。降雪量が多く、周辺の自治体と同様に特別豪雪地帯に指定されている。
冬季は-15℃前後の気温が観測されることが珍しくなく、近年でも2012年1月28日に-17.6℃、2012年1月29日に-19.0℃、2014年1月18日に-17.6℃、2018年2月2日に-17.4℃、2022年1月5日に-16.1℃を観測している。
- 最高気温極値 - 38.8℃（2023年8月23日）
- 最低気温極値 - -19.0℃（2012年1月29日）
- 最大日降水量 - 163mm（1994年8月31日）
- 最大瞬間風速 - 20.2m（2009年2月21日）
- 夏日最多日数 - 115日（2022年）
- 真夏日最多日数 - 62日（2023年）
- 猛暑日最多日数 - 19日（2023年）
- 熱帯夜最多日数 - 5日（2019年）
- 冬日最多日数 - 153日（1984年）

| 大館（1991-2020）の気候  | 大館（1991-2020）の気候 | 大館（1991-2020）の気候 | 大館（1991-2020）の気候 | 大館（1991-2020）の気候 | 大館（1991-2020）の気候 | 大館（1991-2020）の気候 | 大館（1991-2020）の気候 | 大館（1991-2020）の気候 | 大館（1991-2020）の気候 | 大館（1991-2020）の気候 | 大館（1991-2020）の気候 | 大館（1991-2020）の気候 | 大館（1991-2020）の気候 |
| 月                       | 1月                     | 2月                     | 3月                     | 4月                     | 5月                     | 6月                     | 7月                     | 8月                     | 9月                     | 10月                    | 11月                    | 12月                    | 年                      |
| ------------------------ | ----------------------- | ----------------------- | ----------------------- | ----------------------- | ----------------------- | ----------------------- | ----------------------- | ----------------------- | ----------------------- | ----------------------- | ----------------------- | ----------------------- | ----------------------- |
| 最高気温記録 °C （°F）   | 10.8 (51.4)             | 20.2 (68.4)             | 23.9 (75)               | 30.8 (87.4)             | 33.2 (91.8)             | 35.1 (95.2)             | 37.5 (99.5)             | 38.8 (101.8)            | 37.0 (98.6)             | 28.6 (83.5)             | 23.8 (74.8)             | 16.2 (61.2)             | 38.8 (101.8)            |
| 平均最高気温 °C （°F）   | 1.6 (34.9)              | 2.9 (37.2)              | 7.1 (44.8)              | 14.8 (58.6)             | 20.8 (69.4)             | 24.7 (76.5)             | 27.6 (81.7)             | 29.0 (84.2)             | 24.9 (76.8)             | 18.2 (64.8)             | 10.9 (51.6)             | 4.0 (39.2)              | 15.5 (59.9)             |
| 日平均気温 °C （°F）     | −2.0 (28.4)             | −1.4 (29.5)             | 2.0 (35.6)              | 8.2 (46.8)              | 14.4 (57.9)             | 18.8 (65.8)             | 22.5 (72.5)             | 23.6 (74.5)             | 19.0 (66.2)             | 12.0 (53.6)             | 5.7 (42.3)              | 0.2 (32.4)              | 10.2 (50.4)             |
| 平均最低気温 °C （°F）   | −5.9 (21.4)             | −5.8 (21.6)             | −2.7 (27.1)             | 2.3 (36.1)              | 8.7 (47.7)              | 13.9 (57)               | 18.6 (65.5)             | 19.4 (66.9)             | 14.5 (58.1)             | 7.0 (44.6)              | 1.3 (34.3)              | −3.1 (26.4)             | 5.7 (42.3)              |
| 最低気温記録 °C （°F）   | −19.0 (−2.2)            | −17.9 (−0.2)            | −14.9 (5.2)             | −8.5 (16.7)             | −2.1 (28.2)             | 4.6 (40.3)              | 9.4 (48.9)              | 9.9 (49.8)              | 2.7 (36.9)              | −2.1 (28.2)             | −8.0 (17.6)             | −15.8 (3.6)             | −19.0 (−2.2)            |
| 降水量 mm （inch）       | 108.2 (4.26)            | 92.6 (3.646)            | 106.1 (4.177)           | 118.5 (4.665)           | 126.4 (4.976)           | 121.6 (4.787)           | 216.6 (8.528)           | 214.0 (8.425)           | 164.8 (6.488)           | 163.2 (6.425)           | 162.0 (6.378)           | 139.2 (5.48)            | 1,741 (68.543)          |
| 平均降水日数 （≥1.0 mm） | 19.8                    | 17.0                    | 15.7                    | 12.7                    | 12.4                    | 10.4                    | 13.0                    | 11.7                    | 12.3                    | 14.8                    | 17.2                    | 20.2                    | 176.7                   |
| 平均月間日照時間         | 59.2                    | 82.7                    | 132.0                   | 165.9                   | 185.6                   | 174.9                   | 147.4                   | 176.4                   | 145.9                   | 131.2                   | 91.1                    | 57.9                    | 1,541.5                 |
| 出典：気象庁             |                         |                         |                         |                         |                         |                         |                         |                         |                         |                         |                         |                         |                         |

## 歴史
大館市周辺の北秋鹿角地方は縄文時代の遺跡が多く残る地域で、大館市内にも170か所におよぶ遺跡が確認されている。8 - 9世紀ころまでは蝦夷の地であり、当時は大館市周辺は火内（=比内）と呼ばれる大和朝廷の勢力の及ばない地域であった。
大館地方が文献に初めて登場するのは『日本三代実録』元慶2年（878年）条の元慶の乱の記事で、秋田城下の村の一つとして「火内」と記され、大館地方は古来から比内郡の一部であった。
1590年（天正18年）に豊臣秀吉の朱印状により比内郡が秋田郡に編入され、以後、1878年（明治11年）に旧比内郡のほぼ全域が北秋田郡となるまで秋田郡に属していた。
関ヶ原の戦い以後、常陸国から佐竹氏が移封され、大館城には現在の常陸大宮市から佐竹氏に従って移った小場義成（佐竹西家）が城代として入城して、江戸時代には久保田藩の大館城下として栄えた。
しかし戊辰戦争のおりに十二所の戦い・大館城攻城戦などの激しい戦闘が行われて大館城などの中心部を含む市内の広範囲の部分が焼失した。とくに中心部は町屋29軒しか残らなかったほど焼き尽くされ、その後も大正・昭和期に中心部が幾度となく大火にみまわれ、歴史的な建造物や城下町だった面影はほとんど残っていない。
近世では、1885年（明治18年）に花岡村で黒鉱などが発見されたことを初め、広範囲で鉱山が開山された。鉱石の運搬などのため秋田県でもいち早く鉄道網が整備され、1980年ころまでは秋田県の都市圏の中では秋田市に次ぐ規模として人口も増加し周辺が発展していった。しかし、昭和時代後半には資源の枯渇にともない鉱山の閉山が相次ぎ、人口が流出すると同時に鉄道の廃線や商業施設の衰退など市として一時の勢いがなくなり、秋田県の都市圏としても2000年以降6位まで下落している。
1980年代後半からは大手医療機器メーカーニプロが進出し、秋田県内では最大規模の工業団地を形成している。

### 年表

#### 明治時代以降
年表中、とくに記述のない町村はすべて北秋田郡
- 1899年（明治32年）
  - 6月21日 - 官設鉄道[注釈 4]の碇ケ関駅 - 白沢駅間が秋田県で初めて開通し、陣場駅・白沢駅が矢立村に開業する。
  - 11月15日 - 官設鉄道の白沢駅 - 大館駅（大館町・釈迦内村境界付近[注釈 5]）間が開業し、大館駅から青森駅まで開通する。
- 1900年（明治33年）10月7日 - 官設鉄道の大館駅 - 鷹ノ巣駅（鷹巣町）間が開通し早口駅（早口村）が開業する[注釈 6]。
- 1909年（明治42年）5月7日 - 小坂鉄道株式会社が小坂鉄道小坂線・長木沢支線（大館駅 - 小坂駅間）の旅客営業を開始する。
- 1914年（大正3年）7月1日 - 秋田鉄道[注釈 7]が大館駅 - 扇田駅（扇田村）間を開業すると同時に東大館駅（大館町）が開業する。
- 1915年（大正4年）
  - 1月19日 - 秋田鉄道が 扇田駅 - 大滝温泉駅（十二所町）間を延伸し開業する。
  - 12月25日 - 秋田鉄道が大滝温泉駅 - 鹿角郡錦木村（現・鹿角市）の毛馬内駅[注釈 8]間を延伸開業し、同時に十二所駅（十二所町）が開業する。
- 1916年（大正5年）1月26日 - 小坂鉄道花岡線（大館駅 - 花岡駅間）が開業する。
- 1919年（大正8年）5月27日 - 大館町の中心部（大町・馬喰町周辺）550戸を大火で焼失[8]。
- 1945年（昭和20年）6月30日 - 花岡鉱山で花岡事件が起きる。
- 1947年（昭和22年）8月12日 - 昭和天皇の戦後巡幸。大館駅前に奉迎場が設営された[9]。
- 1951年（昭和26年）7月21日 - 集中豪雨により長木川で逆流が発生。濁水が市内に流れ込み500戸以上が軒下まで浸水[10]。
- 1953年（昭和28年）4月29日 - 中心部（郵便局・電報電話局・公立大館病院などの官公庁街）が大火で焼失[8]。
- 1954年（昭和29年）7月1日 - 市章を制定する[11][12]。
- 1955年（昭和30年）5月3日 - 大館駅を含む大館駅前が大火で焼失[8][13]。
- 1956年（昭和31年）8月18日 - 大館大火。東大館駅前から大町など中心市街地一帯を大火で焼失[8][13]。台風9号通過に伴うフェーン現象が被害を大きくした。
- 1959年（昭和34年）- 1956年の大火からの復興をきっかけに大館市唯一の百貨店正札竹村が大町に開業する。
- 1968年（昭和43年）
  - 8月16日 - 市長の発案により、旧盆送り火行事・大文字まつりが初めて開催される。
  - 10月12日 - 御成町2丁目（大館駅近郊）を大火で焼失[13]。
- 1973年（昭和48年）- 秋北バスターミナルが開業。
- 1983年（昭和58年）9月 - 1984年の東北自動車道・十和田IC供用開始に合わせ国道103号大館バイパス開通。
- 1985年（昭和60年）4月1日 - 同和鉱業花岡線が廃止される。
- 1988年（昭和63年）7月 - ジャスコ大館店がオープンする。
- 1994年（平成6年）
  - 大館市の鉱山で最大規模だった花岡鉱山が採掘を終了し、閉山する。
  - 10月1日 - 小坂鉄道小坂線が旅客営業を廃止する。
- 1997年（平成9年）7月11日 - 国内最大規模の木造建築とされる大館樹海ドームが完成する。8月1日から一般供用開始。
- 1998年（平成10年）12月5日 - 日本海沿岸東北自動車道・国道7号大館西道路および国道103号大館南バイパスが供用開始し、大館市で初めて高速道路が開通した。
- 2001年（平成13年）7月2日 ‐正札竹村が廃業し、市内から百貨店が姿を消す。
- 2005年（平成17年）‐1952年に洋画専門館として開館した御成座が、経営難により閉館する。これにより市内から映画館が姿を消す。
- 2006年（平成18年）8月20日 - ジャスコ大館店が閉店する。
- 2009年（平成21年）4月1日 - 小坂鉄道小坂線が廃止される。
- 2013年（平成25年）
  - 8月9日 - 大館市で1時間に120mm以上の「これまでに経験のないような大雨」を記録[14]。
  - 10月1日 - 利用者数減により市内最大のバスターミナル・秋北バスターミナルが廃止される[15]。
  - 11月30日 - 秋田自動車道 大館北IC - 小坂JCTが開通し、同時に大館西道路が秋田自動車道に編入され東北自動車道と接続される。
- 2014年（平成26年）
  - 7月18日 - 2005年に閉館した御成座がリニューアルオープンする。
  - 8月31日 - 日景温泉が120年余の歴史に幕を下ろし、営業を終了。尚、リニューアルオープンに向けて2016年9月現在、大規模改修工事が進められている。
- 2021年（令和3年）
  - 5月6日 - 市役所新庁舎が完成し、この日より新庁舎での業務を開始。
- 2022年（令和4年）8月3日 - 集中豪雨により下内川の堤防が沼館地区で決壊して氾濫。水田や住宅地に濁水が流れ込み住宅が浸水する被害[16]。奥羽本線も路盤が流出するなどして運休。

### 市町村合併の経緯
- 1878年（明治11年）12月23日 - 旧来の秋田郡域の一部が北秋田郡として発足し、現・大館市全域が北秋田郡となる。
- 1889年（明治22年）4月1日 - 東大館町と西大館町が合併して大館町になり[17]、大館町・釈迦内村・長木村・上川沿村・下川沿村・二井田村・真中村・十二所町・花岡村・矢立村・扇田村・東館村・西館村・大葛村・早口村・山瀬村が発足。
- 1896年（明治29年）7月16日 - 扇田村が町制に移行し扇田町になる。
- 1932年（昭和7年）9月30日 - 花岡村が町制に移行し花岡町になる。
- 1933年（昭和8年） - 長木村の旧柄沢村を分割、大館町に編入する[18]。
- 1947年（昭和22年）7月1日 - 早口村が町制に移行し早口町になる。
- 1951年（昭和26年）4月1日 - 大館町、釈迦内村が合併し、大館市が発足[19]。
- 1955年（昭和30年）
  - 3月1日 - 長木村・上川沿村・下川沿村・二井田村・真中村を編入[20]。花岡町・矢立村が合併し花矢町が新設。
  - 3月31日 - 十二所町を編入[21]。扇田町・東館村・西館村・大葛村が合併し、比内町が新設。
- 1956年（昭和31年）9月30日 - 早口町と山瀬村が合併し、田代町が新設。
- 1967年（昭和42年）12月21日 - 花矢町を編入[22]。
- 1968年（昭和43年）2月1日 - 比内町との境界の変更にともない、大館市大字山館の一部を比内町に編入し、比内町大字扇田字金谷川原の一部を大館市に編入する[23]。
- 1969年（昭和44年）11月1日 - 比内町との境界の変更にともない、大館市大字二井田字浜田の一部を比内町に編入し、比内町大字片貝字家ノ下の一部を大館市に編入する[24]。
- 2002年（平成14年）12月10日 - 比内町との境界の変更にともない、大館市二井田字倉下・字上出向の一部を比内町に編入し、比内町扇田字荒又才川附・字荒又の一部を大館市に編入する[25]。
- 2005年（平成17年）6月20日 - 田代町・比内町を編入[26]。

## 行政

### 市長
| 代 | 期 | 氏名       | 就任                     | 退任                      | 備考 |
| -- | -- | ---------- | ------------------------ | ------------------------- | ---- |
| 1  | 1  | 佐藤敬治   | 1951年（昭和26年）       | 1967年（昭和42年）        |      |
| 1  | 2  | 佐藤敬治   | 1951年（昭和26年）       | 1967年（昭和42年）        |      |
| 1  | 3  | 佐藤敬治   | 1951年（昭和26年）       | 1967年（昭和42年）        |      |
| 1  | 4  | 佐藤敬治   | 1951年（昭和26年）       | 1967年（昭和42年）        |      |
| 2  | 1  | 石川芳男   | 1967年（昭和42年）       | 1979年（昭和54年）        |      |
| 2  | 2  | 石川芳男   | 1967年（昭和42年）       | 1979年（昭和54年）        |      |
| 3  | 1  | 畠山健治郎 | 1979年（昭和54年）       | 1991年（平成3年）         |      |
| 3  | 2  | 畠山健治郎 | 1979年（昭和54年）       | 1991年（平成3年）         |      |
| 3  | 3  | 畠山健治郎 | 1979年（昭和54年）       | 1991年（平成3年）         |      |
| 4  | 1  | 小畑元     | 1991年（平成3年）5月1日  | 2015年（平成27年）4月30日 |      |
| 4  | 2  | 小畑元     | 1991年（平成3年）5月1日  | 2015年（平成27年）4月30日 |      |
| 4  | 3  | 小畑元     | 1991年（平成3年）5月1日  | 2015年（平成27年）4月30日 |      |
| 4  | 4  | 小畑元     | 1991年（平成3年）5月1日  | 2015年（平成27年）4月30日 |      |
| 4  | 5  | 小畑元     | 1991年（平成3年）5月1日  | 2015年（平成27年）4月30日 |      |
| 4  | 6  | 小畑元     | 1991年（平成3年）5月1日  | 2015年（平成27年）4月30日 |      |
| 5  | 1  | 福原淳嗣   | 2015年（平成27年）5月1日 | 2024年（令和6年）8月31日  | 辞職 |
| 5  | 2  | 福原淳嗣   | 2015年（平成27年）5月1日 | 2024年（令和6年）8月31日  | 辞職 |
| 5  | 3  | 福原淳嗣   | 2015年（平成27年）5月1日 | 2024年（令和6年）8月31日  | 辞職 |
| 6  | 1  | 石田健佑   | 2024年（令和6年）9月1日  | 現職                      |      |

## 地域

### 人口
| |                                        |  |
| 大館市と全国の年齢別人口分布（2005年） | 大館市の年齢・男女別人口分布（2005年） |  |
| ■紫色 ― 大館市 ■緑色 ― 日本全国 | ■青色 ― 男性 ■赤色 ― 女性              |  |
| 大館市（に相当する地域）の人口の推移 \| 1970年（昭和45年） \| 97,856人 \| \| \| 1975年（昭和50年） \| 95,045人 \| \| \| 1980年（昭和55年） \| 95,529人 \| \| \| 1985年（昭和60年） \| 94,526人 \| \| \| 1990年（平成2年） \| 90,098人 \| \| \| 1995年（平成7年） \| 88,231人 \| \| \| 2000年（平成12年） \| 86,288人 \| \| \| 2005年（平成17年） \| 82,504人 \| \| \| 2010年（平成22年） \| 78,946人 \| \| \| 2015年（平成27年） \| 74,175人 \| \| \| 2020年（令和2年） \| 69,237人 \| \| |                                        |  |
| 総務省統計局 国勢調査より |                                        |  |
| 1970年（昭和45年） | 97,856人                               |  |
| 1975年（昭和50年） | 95,045人                               |  |
| 1980年（昭和55年） | 95,529人                               |  |
| 1985年（昭和60年） | 94,526人                               |  |
| 1990年（平成2年） | 90,098人                               |  |
| 1995年（平成7年） | 88,231人                               |  |
| 2000年（平成12年） | 86,288人                               |  |
| 2005年（平成17年） | 82,504人                               |  |
| 2010年（平成22年） | 78,946人                               |  |
| 2015年（平成27年） | 74,175人                               |  |
| 2020年（令和2年） | 69,237人                               |  |

### 行政
- 大館市役所
  - 本庁舎：大館市字中城20番地
  - 比内総合庁舎：大館市比内町扇田字新大堤下93-6
  - 田代総合庁舎：大館市早口字上野43-1
  - 大館市市民サービスセンター：大館市御成町三丁目いとく大館ショッピングセンター内
- 大館市消防本部
  - 北分署 : 大館市釈迦内字稲荷山下264
  - 比内分署 : 大館市比内町扇田字新大堤下93番地6
  - 田代分署 : 大館市早口字深沢岱36-51
- 秋田県警察 大館警察署
- 秋田地方検察庁大館支部 大館区検察庁
- 秋田地方裁判所大館支部
- 秋田刑務所大館拘置支所
- 秋田地方法務局大館支局
- 秋田労働局大館労働基準監督署

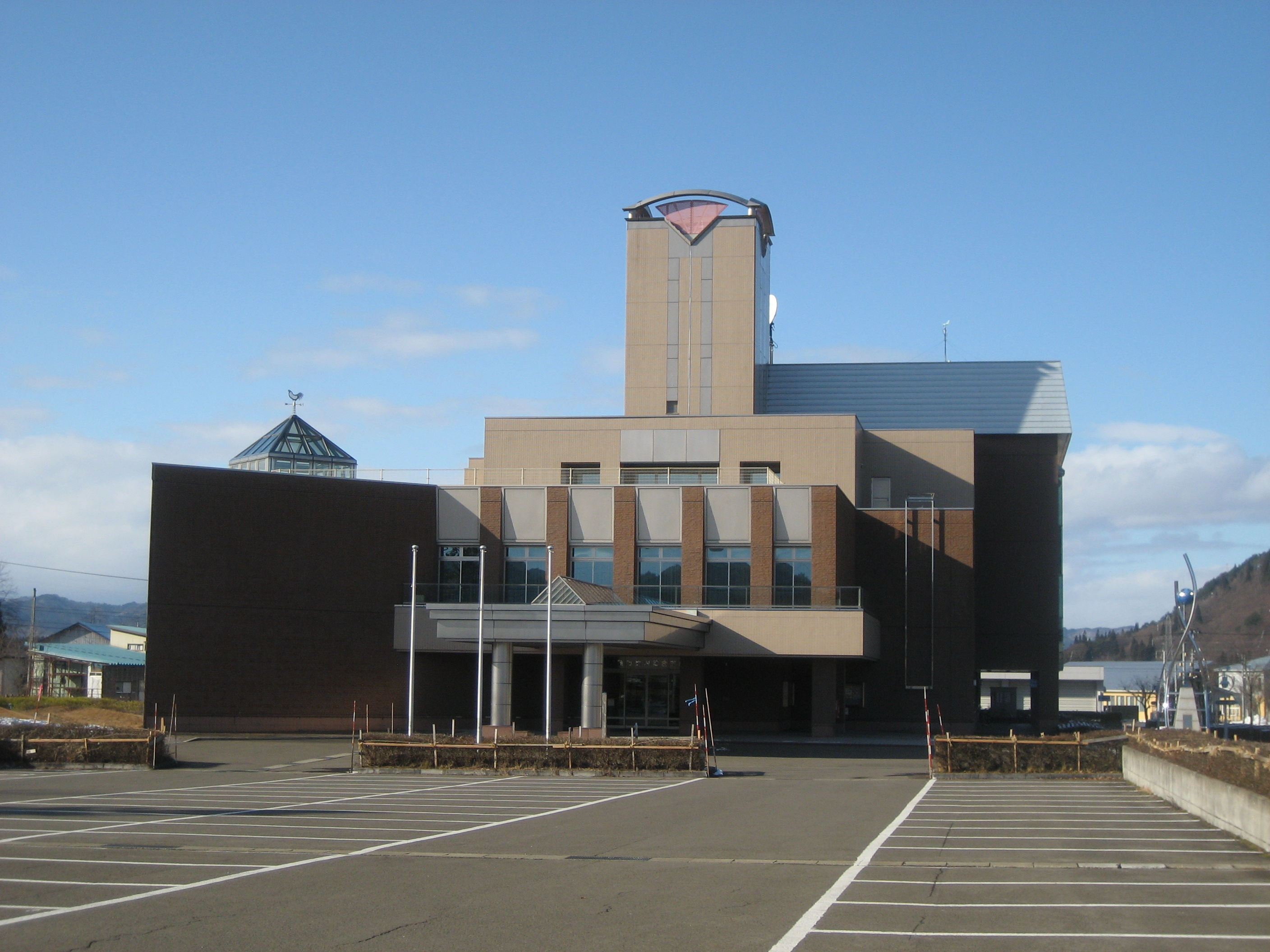
比内総合庁舎
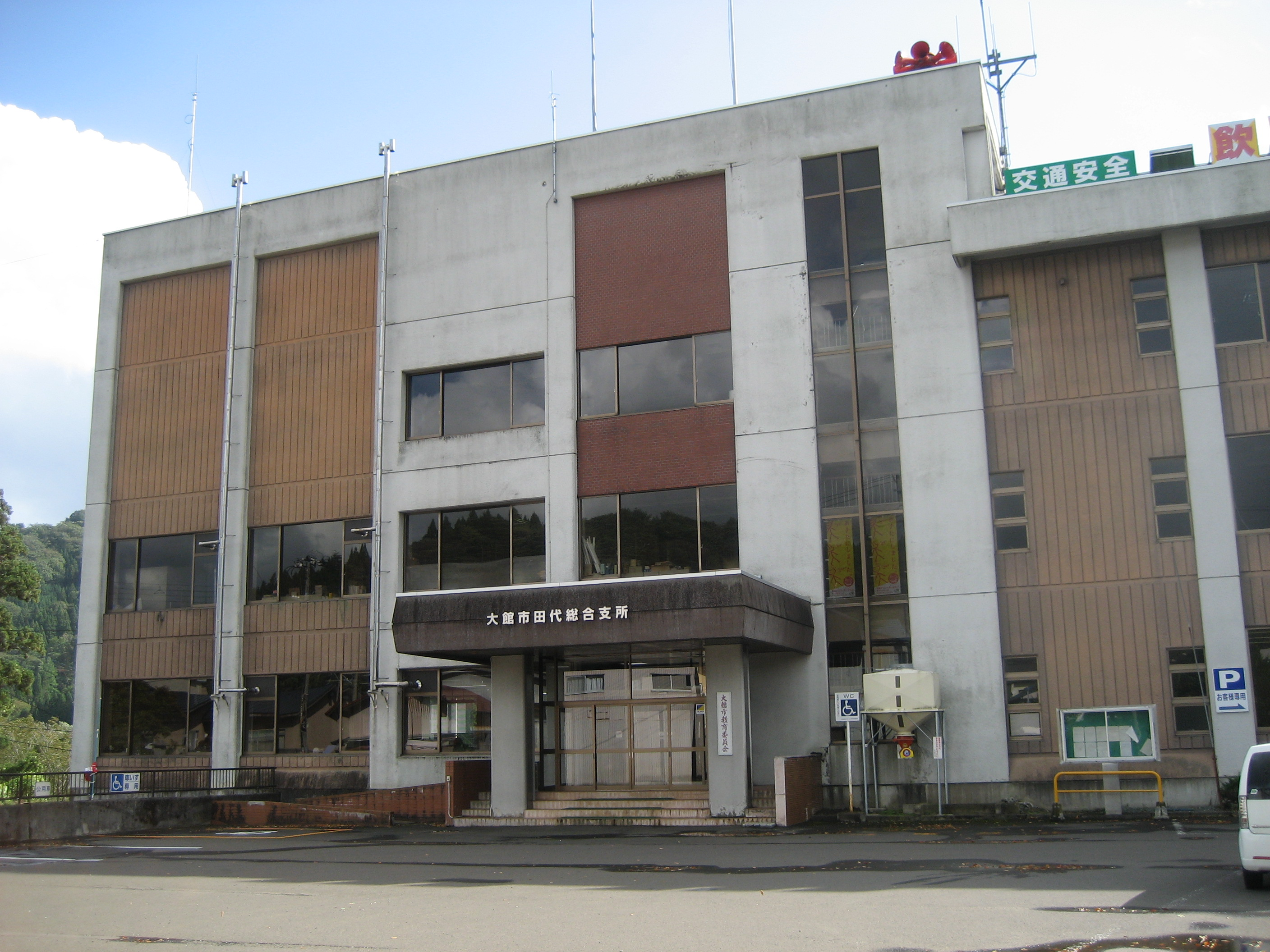
田代総合庁舎
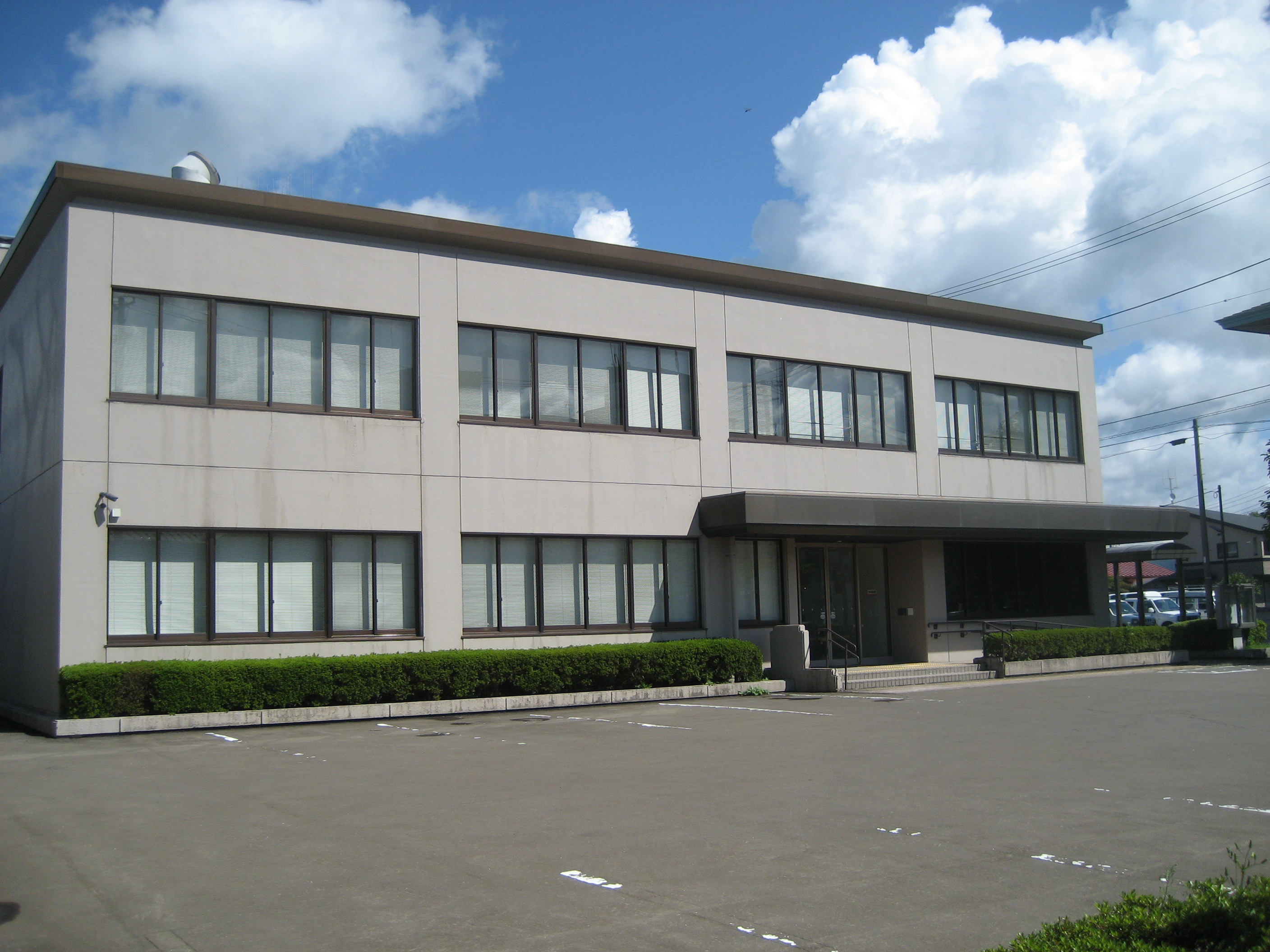
秋田地方検察庁大館支部・大館区検察庁
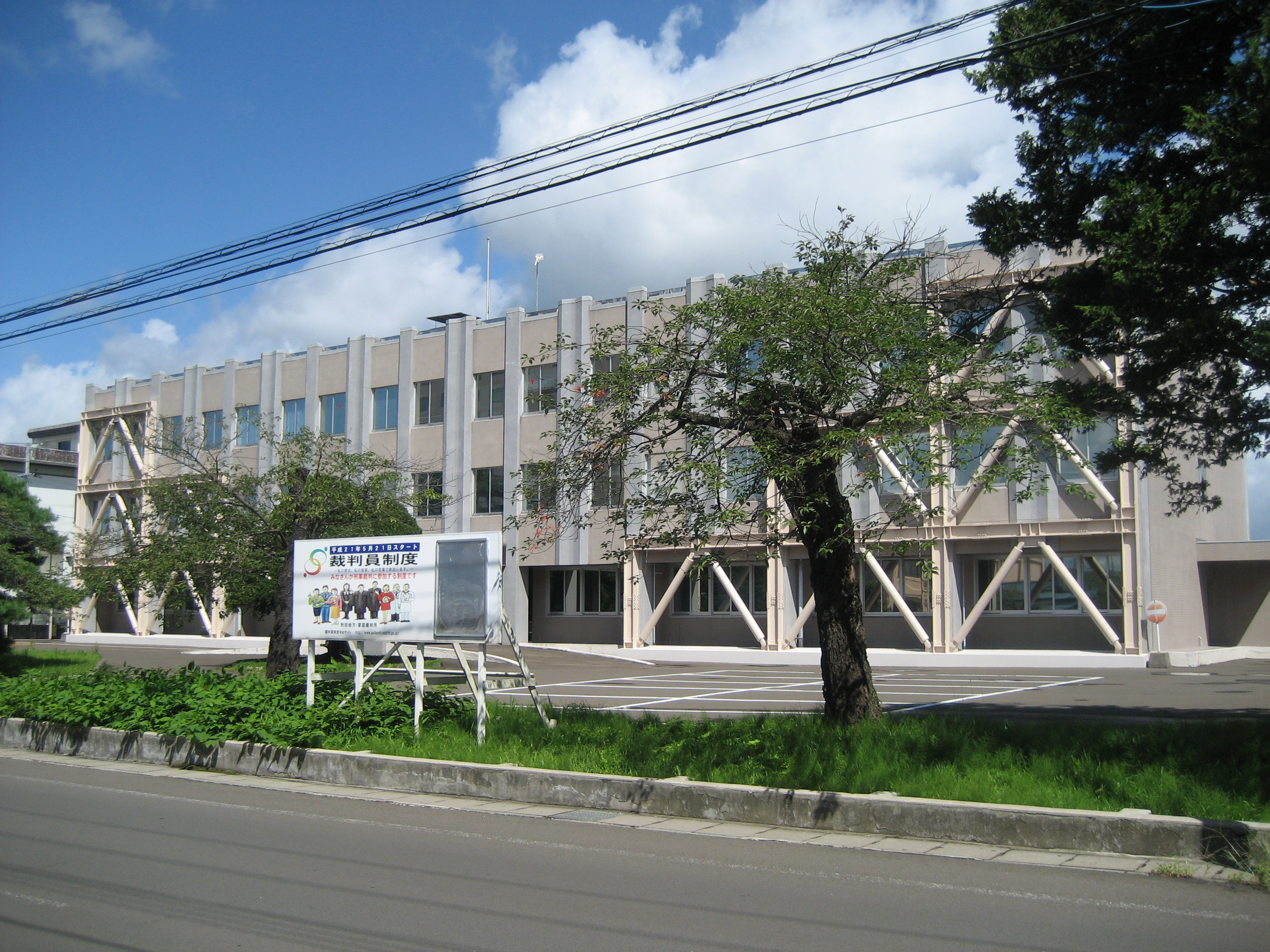
秋田地方裁判所大館支部・秋田家庭裁判所大館支部・大館簡易裁判所

### 医療
一次医療機関

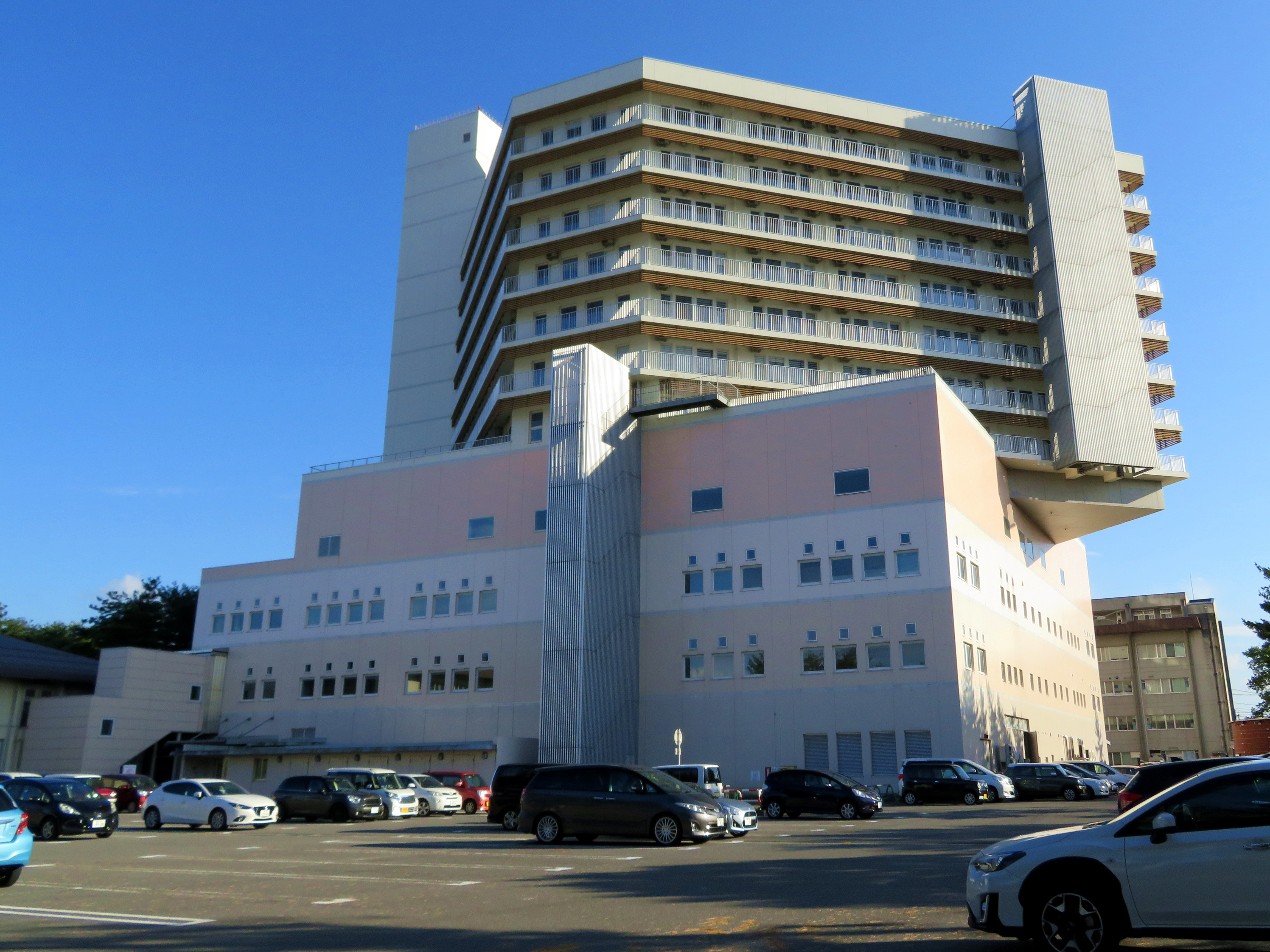
大館市立総合病院

- 大館市休日夜間急患センター（大館休日夜間急患センター運営委員会運営）：市内の診療所・病院時間外の初期救急は休日夜間急患センターで診療する。
- 大館市立扇田病院
- 大館市田代診療所

二次医療機関
- 独立行政法人労働者健康安全機構 秋田労災病院（救急告示病院）

三次医療機関
- 大館市立総合病院（地域救命救急センター）

### 教育

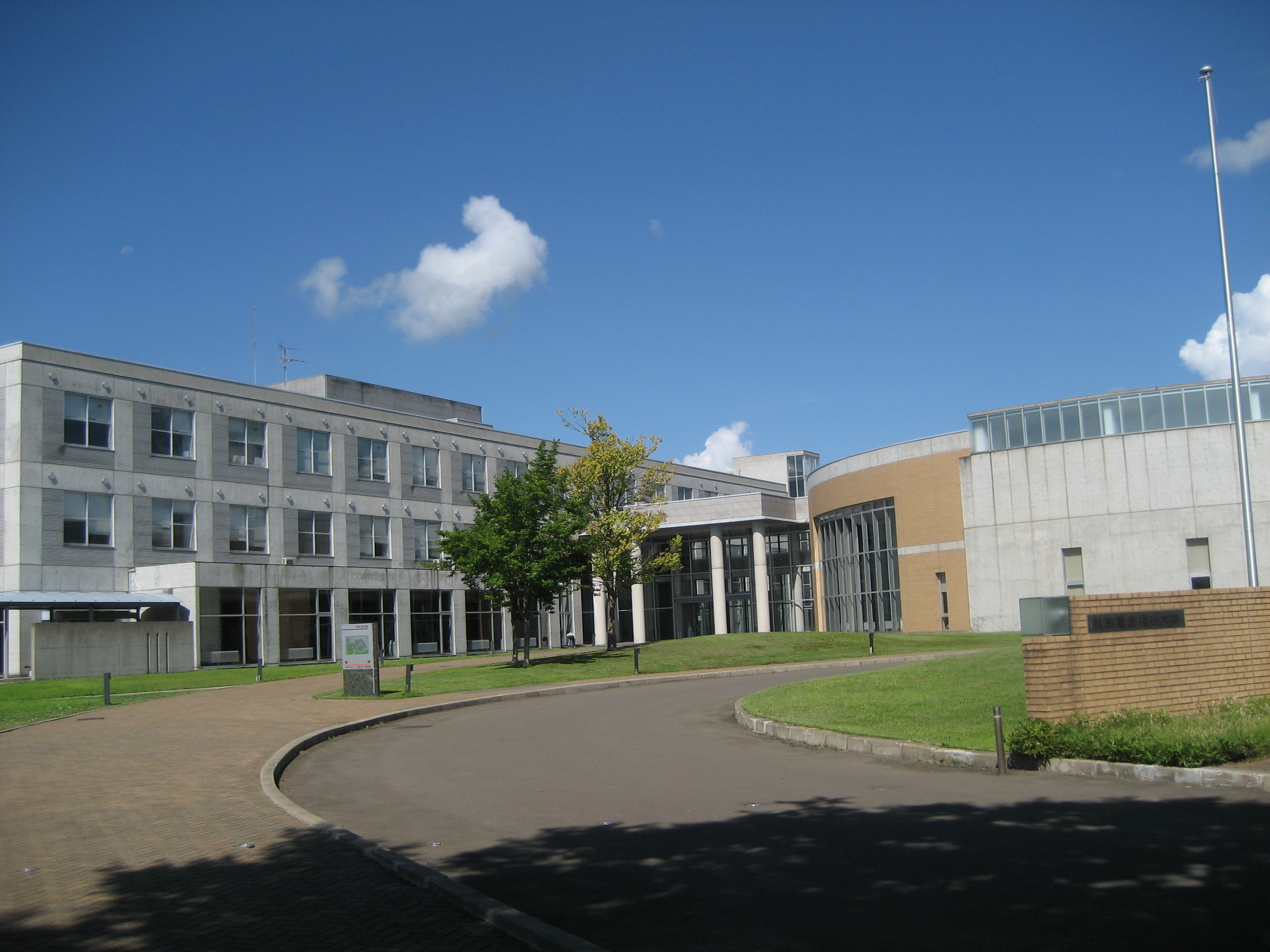
秋田看護福祉大学

#### 大学
- 秋田看護福祉大学（2007年3月、秋田桂城短期大学から移行）

#### 高等学校
大館鳳鳴高等学校は、1898年に秋田縣第二尋常中學校として開校する。のちに大館工業高等学校・大館商業高等学校・大館南高等学校が分離独立する。
- 秋田県立大館鳳鳴高等学校
- 秋田県立大館国際情報学院高等学校…旧大館商業高等学校を中高一貫校化を目的として再編・新規開校。
- 秋田県立大館桂桜高等学校…旧大館桂高等学校、旧大館高等学校、旧大館工業高等学校の3高校の統合校。

#### 中学校
- 秋田県立大館国際情報学院中学校
- 大館市立第一中学校
- 大館市立北陽中学校

- 大館市立東中学校
- 大館市立南中学校
- 大館市立下川沿中学校

- 大館市立成章中学校
- 大館市立比内中学校
- 大館市立田代中学校

#### 小学校
- 大館市立長木小学校
- 大館市立有浦小学校
- 大館市立桂城小学校
- 大館市立城南小学校
- 大館市立城西小学校
- 大館市立釈迦内小学校

- 大館市立川口小学校
- 大館市立上川沿小学校
- 大館市立成章小学校
- 大館市立花岡小学校
- 大館市立矢立小学校
- 大館市立南小学校

- 大館市立扇田小学校
- 大館市立西館小学校
- 大館市立東館小学校
- 大館市立早口小学校
- 大館市立山瀬小学校

#### 特別支援学校
- 秋田県立比内支援学校

#### 廃校になった学校
- 秋田桂城短期大学（2004年4月 秋田看護福祉大学新設）
- 秋田県立大館工業高等学校（2016年3月 大館桂高等学校・大館高等学校と統合し、大館桂桜高等学校を新設）
- 秋田県立大館桂高等学校（2016年3月 大館工業高等学校・大館高等学校と統合し、大館桂桜高等学校を新設）
- 秋田県立大館高等学校（2016年3月 大館桂高等学校・大館工業高等学校と統合し、大館桂桜高等学校を新設）
- 秋田県立大館東高等学校（1992年3月 大館南高等学校と統合し、大館高等学校を新設）
- 秋田県立大館南高等学校（1992年3月 大館東高等学校と統合し、大館高等学校を新設）
- 秋田県立大館商業高等学校（2005年4月 大館国際情報学院を新設）
- 大館市立長木中学校（1970年3月 第三中学校と統合し、東中学校を新設）
- 大館市立第三中学校（1970年3月 長木中学校と統合し、東中学校を新設）
- 大館市立上川沿中学校（1980年4月 大館市立第一中学校へ統合）
- 大館市立大葛小学校（2012年3月 東館小学校に統合し廃校）
- 大館市立雪沢小学校（2012年3月 長木小学校に統合し廃校）
- 大館市立第二中学校（2015年3月 花岡中学校・矢立中学校と統合し、北陽中学校を新設）
- 大館市立花岡中学校（2015年3月 第二中学校・矢立中学校と統合し、北陽中学校を新設）
- 大館市立矢立中学校（2015年3月 第二中学校・花岡中学校と統合し、北陽中学校を新設）

#### 学校教育以外の施設
- 東北職業能力開発大学校附属秋田職業能力開発短期大学校（職業能力開発促進法に基づく職業能力開発短期大学校）：通称ポリテクカレッジ秋田

### 郵便
- 大館郵便局（集配局・ゆうゆう窓口設置局）
- 早口郵便局（集配局）
- 比内郵便局（集配局）

- 白沢郵便局
- 花岡郵便局
- 花岡本郷郵便局
- 釈迦内郵便局
- 長木郵便局
- 大館駅前郵便局

- 大館東台郵便局
- 大館常盤木町郵便局
- 真中郵便局
- 大館片山郵便局
- 大館川口郵便局
- 岩瀬郵便局

- 山瀬郵便局
- 大滝温泉郵便局
- 十二所郵便局
- 羽後東館郵便局
- 西館郵便局
- 羽後二井田郵便局

- 大葛郵便局
- 雪沢簡易郵便局
- 大館狐台簡易郵便局
- 田代山田簡易郵便局

## 友好・交流都市

### 日本国内
- 茨城県常陸大宮市：友好都市・防災協定（大館城城代・佐竹西家ゆかりの地の縁[27]）：防災協定2014年7月10日締結[28]・友好都市提携2015年10月21日[29][30]
- 鹿児島県熊毛郡南種子町（宇宙ロケットの縁）

### ハチ公サミット
交流都市として、忠犬ハチ公生誕90周年の節目の2013年からゆかりのある各自治体が集まりハチ公サミットを開催している。
- 山形県鶴岡市（忠犬ハチ公を新聞に寄稿し掲載されハチ公を有名にした日本犬保存会初代会長斎藤弘吉の出身地）
- 福島県相馬郡飯舘村（福島第一原子力発電所事故でほかの自治体に避難している村民が無事帰還できるように忠犬ハチ公の銅像が寄贈された縁）
- 東京渋谷区（忠犬ハチ公の縁）
- 三重県津市（忠犬ハチ公の飼い主上野英三郎の出身地）

## 産業
米代川やその支流の周辺では、稲作が盛んで市街地以外は田園風景が広がる。また名産品が多く、秋田犬、比内鶏、きりたんぽ、大館曲げわっぱ、天然鮎が、大館の5大名産品として知られている。中世の時代から、森林資源と鉱山資源に恵まれ、花岡鉱山、釈迦内鉱山や旧比内町地区には大谷、大葛、立又、大巻、大沢、藤原の鉱山があった。森林資源では天然秋田杉が、鉱山資源では良質の黒鉱や、金銅などの貴金属を多く産出したが、天然林の枯渇や鉱山の経営悪化により衰退した。現在では、花岡鉱山跡地周辺には、花岡鉱山を運営していた藤田組（同和鉱業を経てDOWAホールディングスに改称）の施設が並んでいる。また、二井田地区には大手医療機器メーカーニプロのマザー工場があり、県内でも最大規模を誇る工業団地を形成している。
- DOWAホールディングス・DOWAエコシステム関連（すべて大館市花岡町・旧花岡鉱山周辺）
  - 環境技術研究所
  - エコリサイクル（使用済みの家電をリサイクル）
  - エコシステム秋田（廃棄物処理・リサイクル）
  - エコシステム花岡（土壌浄化処理、資源リサイクル）
- ニプロ関連
  - ニプロ大館工場
  - ニプロファーマ大館工場
- 三菱重工業 名古屋誘導推進システム製作所 田代試験場（ロケットエンジンの燃焼試験場）

### 大館市に本社・本店がある企業など
- 秋北バス（路線バス）
- 伊徳（スーパーマーケット）
- 石垣鐵工（鋼製階段の専門メーカー）
- 大館製作所
- 北鹿（酒造）
- あきた北農業協同組合（JAあきた北）

### 特産品・名産品

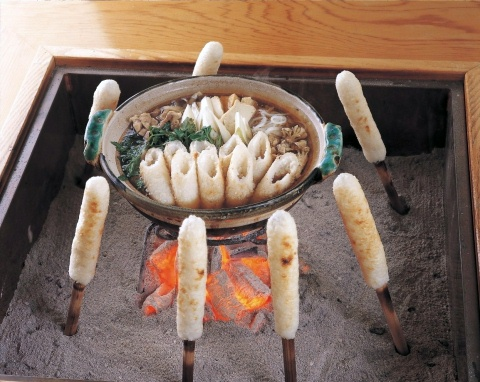
きりたんぽ。大館が本場である

工芸品・大館曲げわっぱ（1980年（昭和55年）10月16日 伝統工芸品指定）
- 大館曲げわっぱ協同組合[34]

- 有限会社栗久
- 曲わっぱ高久
- 九嶋曲物工芸
- 高田漆器工芸
- 工房るわっぱ

- 有限会社柴田慶信商店
- 株式会社大館工芸社
- 佐々木曲物工芸
- 鎌田曲物工芸

きりたんぽ（本場）
比内鶏（食用・比内地鶏）
秋田犬（社団法人秋田犬保存会本部）
忠犬ハチ公の生誕地から、ハチ公の名前をとったバス路線やポイントカード、通り名（ハチ公小径、ハチ公通り）、商品が多数存在するほか、大館駅前には銅像がある。
トンブリ（旧比内町）
ヤマノイモ
じゅんさい（長木地区）
日本酒

### 大型商業施設
- イオンスーパーセンター大館店（イオンスーパーセンター運営）
- イオンタウン大館西（イオンタウン運営）
- アクロスプラザ大館南（大和情報サービス運営）
- いとく大館ショッピングセンター（伊徳運営）
- 大館樹海モール（伊徳運営）

## 金融機関
- 秋田銀行大館支店・大館駅前支店・大館西支店（田代支店）・比内支店
- 北都銀行大館支店（大館東支店・扇田支店）・大館駅前支店（大館プラザ支店）
- 青森みちのく銀行大館支店（比内支店）・大館中央支店
- 秋田県信用組合大館支店・大館駅前支店・田代支店・比内支店
- 東北労働金庫大館支店
- JAあきた北（JAバンク）本店・中央支店・大館東支店・十二所支店・比内支店・田代支店

指定金融機関は秋田銀行である。

## 交通

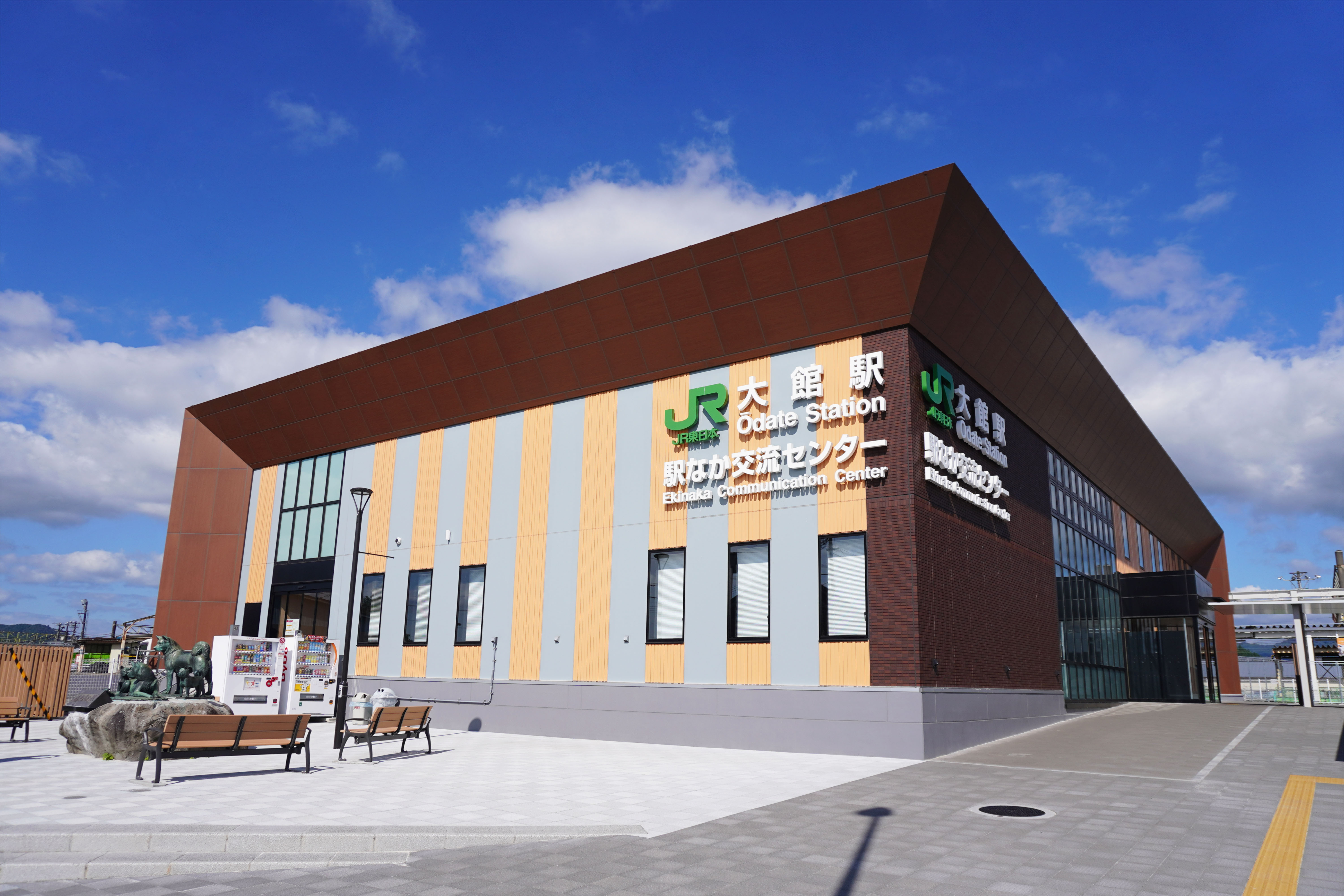
大館駅

奥羽本線・国道7号が秋田市方面から青森市方面に西から北へ延び、東へは花輪線・国道103号を経由し国道282号が盛岡市方向へ延びる、交通の分岐点となっている。
県庁所在地秋田市への交通は、北秋田市より西へ通じる路線バスや高速バスが運行されていないため、移動手段は車か鉄道しかない。車での移動は大館能代空港IC、秋田県道325号大館能代空港西線、国道7号を経由して二ツ井白神ICから秋田自動車道を利用するか、国道285号を利用する。また、鉄道は特急を併せておおむね1時間に1本程度、所要時間1時間30分から2時間程度かかる。盛岡市へは東北新幹線への接続のため開設された高速バスが1時間に1本運行されており、長距離移動の主要手段となっている。

### 鉄道
鉄道は秋田県の中でいち早く整備されたが、私鉄は1994年までにすべての旅客営業が廃止され、その後は東日本旅客鉄道だけが現存する。
- 東日本旅客鉄道
  - 奥羽本線[注釈 9]：早口駅 - 下川沿駅 - 大館駅 - 白沢駅 - 陣場駅
  - 花輪線[注釈 10]：大館駅 - 東大館駅 - 扇田駅 - （南扇田駅・休止駅） - 大滝温泉駅 - 十二所駅 - 沢尻駅[注釈 11]
- 中心となる駅：大館駅

廃線
- 小坂製錬（旧同和鉱業） - 廃線
  - 小坂線：大館駅 - 岱野駅 - 東岱野駅 - 小雪沢駅 - 雪沢温泉駅 - 新沢駅 - 深沢駅 - 茂内駅 - 篭谷駅
- 同和鉱業 - 廃線
  - 花岡線：大館駅 - 松峯駅 - 花岡駅

### バス
路線バス
- 秋北バス

リムジンバス
- 秋北タクシー : 大館鳳鳴高校前 - 大館駅 - 早口 - 大館能代空港

高速バス
- みちのく号 大館⇔盛岡：20.9万人 - 東北新幹線との接続線
- 仙台・大館号 大館⇔仙台：2.9万人
- ジュピター号 能代・大館⇔池袋：4.3万人

※2007年度の輸送人員。

### 道路
車での遠距離の移動には東北自動車道を利用することが多く、十和田IC・小坂IC・碇ヶ関ICの各ICを経由するか、秋田自動車道（大館西道路）から小坂JCTを経由する。

#### 高速道路
- E7 秋田自動車道（国道7号 鷹巣大館道路・大館西道路、日本海沿岸東北自動車道に並行する一般国道の自動車専用道路）
  - (25) 二井田真中IC
  - (26) 大館南IC
  - (27) 大館北IC
  - 釈迦内PA

#### 一般国道
- 国道7号 : 一部羽州街道
  - 道の駅やたて峠

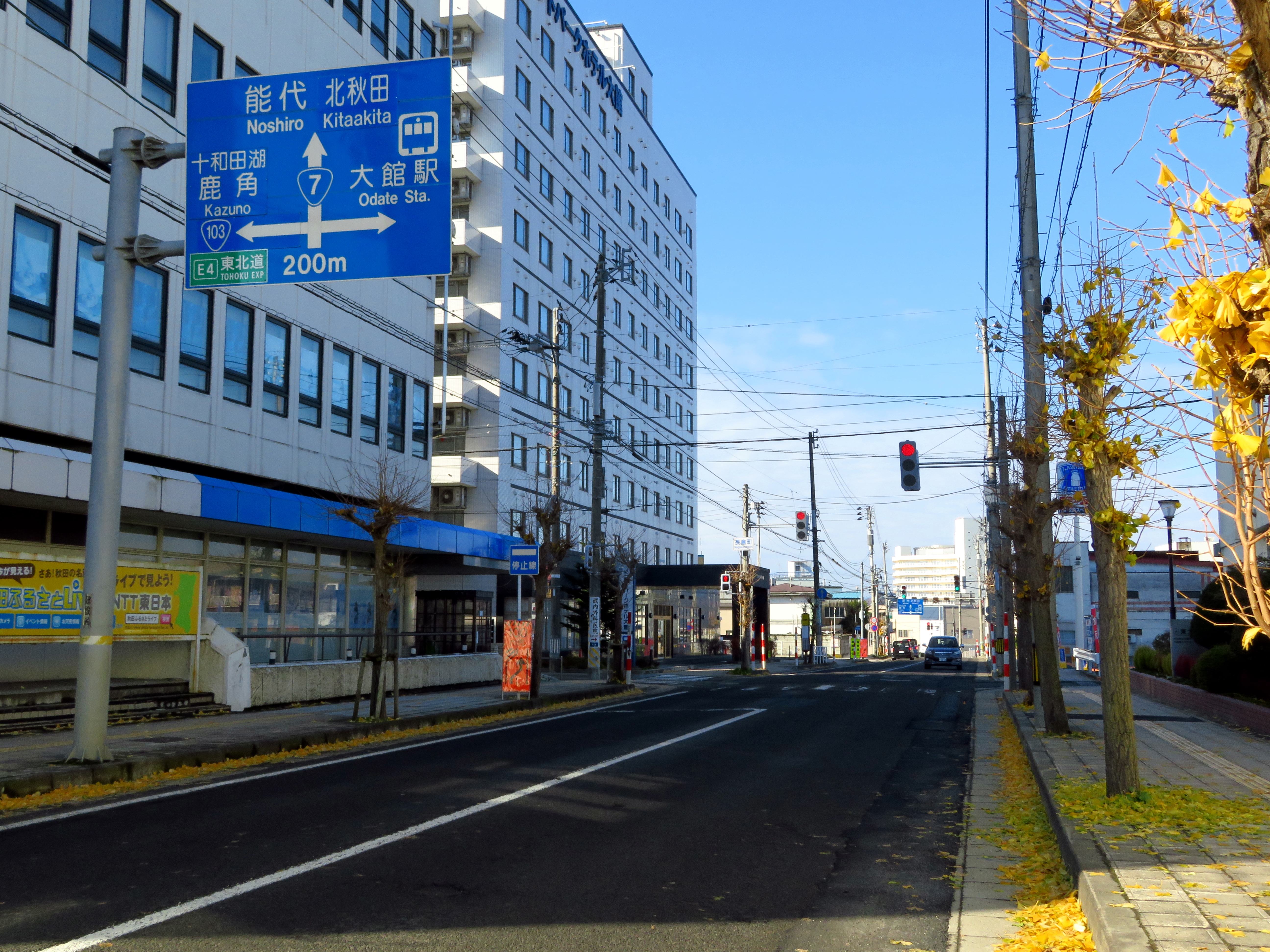
国道7号 長倉町付近

    - 東北自動車道碇ヶ関IC（平川市）に接続
    - 秋田自動車道大館北ICに接続
- 国道103号
  - 大館南バイパス - 秋田自動車道大館南IC接続
  - 葛原バイパス
    - 東北自動車道十和田IC（鹿角市）に接続
- 国道104号（市内は全区間が国道103号と重複）
- 国道285号
  - 道の駅ひない

#### 秋田県道
主要地方道
- 秋田県道2号大館十和田湖線（樹海ライン） : 一部羽州街道
  - 東北自動車道 - 小坂IC（小坂町）に接続
- 秋田県道21号大館停車場線
- 秋田県道22号比内大葛鹿角線
- 秋田県道52号比内田代線（鹿角街道）
  - 秋田自動車道 - 二井田真中IC接続
- 秋田県道66号十二所花輪大湯線
- 秋田県道68号白沢田代線

一般県道
- 秋田県道102号大館鷹巣線
- 秋田県道111号桂瀬笹館線
- 秋田県道135号扇田停車場線
- 秋田県道136号大滝温泉停車場線
- 秋田県道192号釈迦内花岡白沢線
- 秋田県道309号比内森吉線
- 秋田県道313号雪沢十和田毛馬内線

### 空港
大館能代空港が最寄り。リムジンバスで1時間程度かかる北秋田市郊外に立地し、羽田（東京国際空港）便だけの運航である。
発着便が、この空港より増える青森空港・秋田空港も利用の範囲内である。
- 大館能代空港（北秋田市）
  - リムジンバス
    - 大館鳳鳴高校前から1時間5分。大館駅から56分。

  - 車
    - 市役所から秋田自動車道（大館南ＩＣ - 大館能代空港IC）経由約25分
    - 国道7号 - 国道105号 - 秋田県道324号大館能代空港東線
    - 国道285号 - 秋田県道324号大館能代空港東線
- 青森空港（青森市）
  - 鉄道・リムジンバス
    - 奥羽本線（大館駅 - 弘前駅） - 弘南バス、最速100分

  - 車
    - 東北自動車道（碇ヶ関IC - 浪岡IC）経由約70分

## メディア

### 新聞
全国紙
- 毎日新聞 大館通信部
- 朝日新聞 大館通信局
- 読売新聞社 大館通信部

ブロック紙
- 河北新報 大館支局

地方紙
- 秋田魁新報・大館支社
- 北鹿新聞
- おおだて新報（2015年休刊）
- 秋田北報（旧比内町、5・10・15・20・25日発行）

### 放送

#### テレビ局
- 大館ケーブルテレビ（市内の話題を中心に独自番組を放送する）
- NHK秋田放送局 大館支局
  - NHK総合
  - Eテレ
- 秋田放送 県北支局（大館市字水門前）
  - NNN・NNS系列
- 秋田テレビ 県北総局（大館市桂城）
  - FNN・FNS系列
- 秋田朝日放送（大館市に出先機関はない）
  - ANN系列

#### コミュニティFM
- ラジオおおだて（大館の情報などを放送）

### 通信
固定電話・インターネット
市外局番は0186で、大館市単独で1つの単位料金区域 (大館MA) となっている（北秋田市・郡、鹿角市・郡も同じ市外局番だがMAがそれぞれ違う）。
なお、回線はNTT東日本が敷設するメタリックと光ケーブル、KDDIのメタリック、大館ケーブルテレビによるケーブルテレビ網をつかった回線などであったが、2012年度からKDDIが光ケーブルによるサービスを開始し、選択肢が増えた。
- NTT東日本（Bフレッツなど）
- KDDI（auひかりなど）
- 大館ケーブルテレビ（電話は050で始まるIP電話のみだったが、2014年6月から0186で始まるケーブルプラス電話が提供可能になった）

ほか

## 文芸作品
- 北秋田と羽州街道（街道の日本史9） / 佐々木潤之助、佐藤守、板橋範芳（編）
- 大館地方の歴史散歩 / 鷲谷豊

### 小説
- 母 / 三浦綾子

## 名所・旧跡・観光スポット

### 大館八景
大館八景は大館市を代表とする8つの景観や施設を選定したもので、1762年（宝暦12年）から中国の瀟湘八景になぞらえて指定したのが始まりである。
平成の大館八景
- 大館樹海ドーム
- 長走風穴高山植物群落
- 鳳凰山の大文字
- 白鳥と渓流の長木川
- 大館駅前ハチ公銅像
- 矢立 天然秋田杉
- 田代岳・五色の滝
- 達子森

### 旧跡

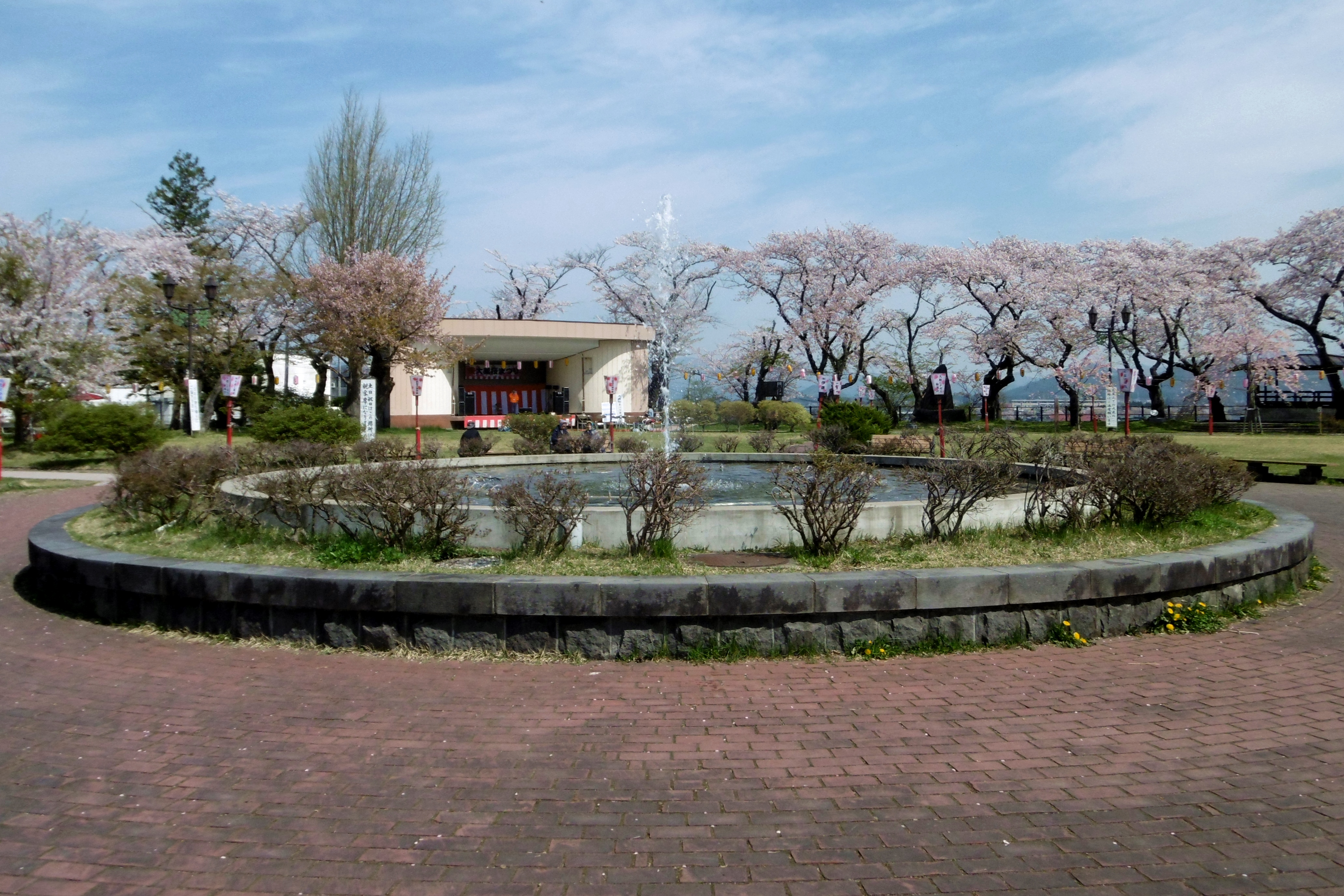
桂城公園

- 大館城跡（桂城公園）
- 北鹿ハリストス正教会聖堂
- 安藤昌益の墓碑
- 真田幸村の墓碑
- 贄の柵
- 小林多喜二の碑
- 花岡鉱山
- 大葛金山
- 長慶金山
- 茂屋下岱遺跡（縄文前期）

### 博物館・記念館
- 秋田犬の里
- 秋田犬会館
- 大館郷土博物館
- 秋田三鶏記念館：秋田三鶏の展示

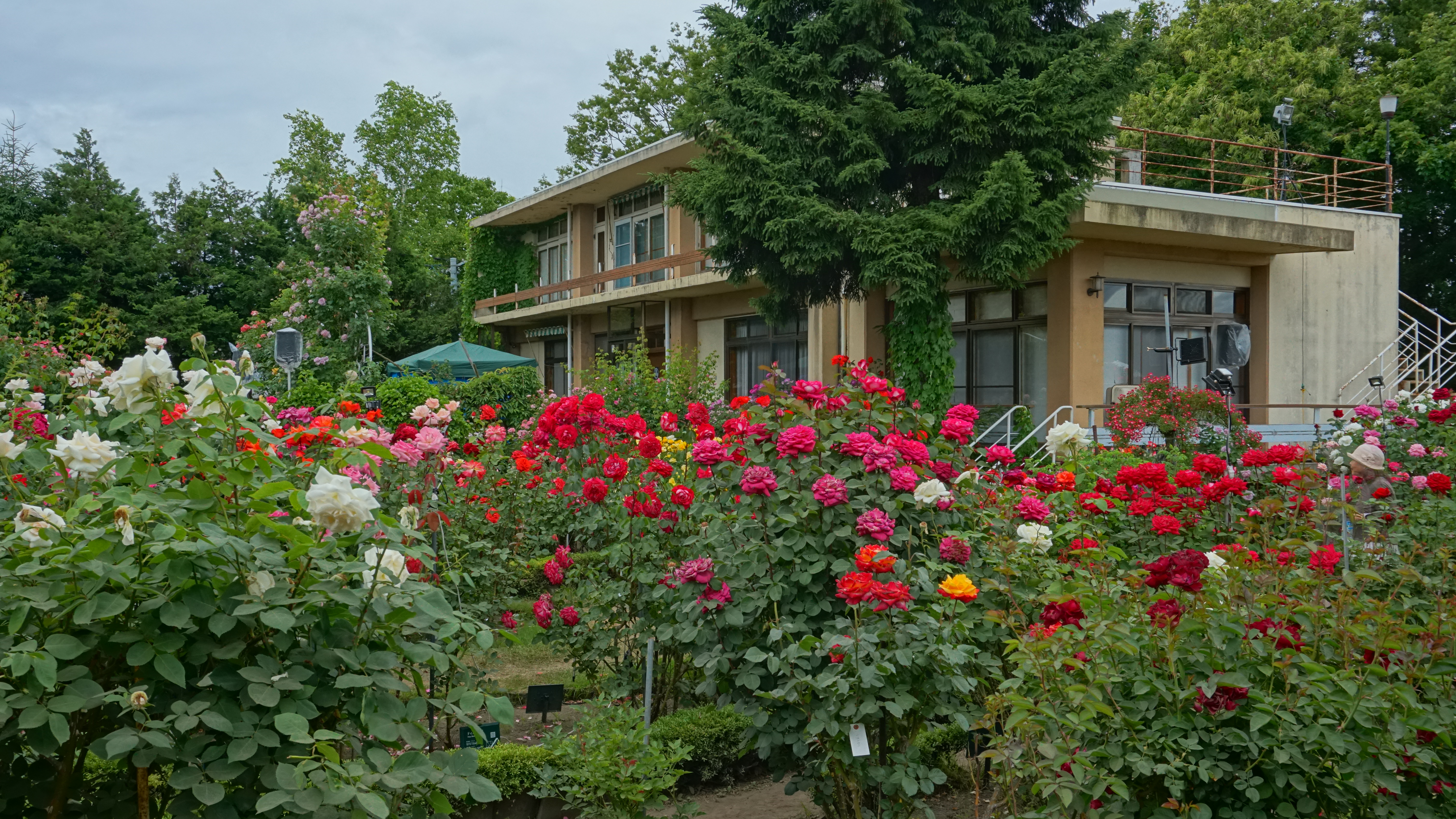
石田ローズガーデン

  - 声良鶏（こえよしどり） : 国の天然記念物
  - 比内鶏 : 国の天然記念物
  - 金八鶏（きんぱどり） : 県の天然記念物
- 大沢資料館
- 鳥潟会館
- 石田ローズガーデン（石田博英の元庭園）
- 桜櫓館（旧櫻場家住宅、国の登録有形文化財）：大館城・二の丸跡地に建ち、展望台を備える。

### 公園・運動施設
- 桂城公園
- 長根山運動公園
- 二ツ山運動公園
- 達子森運動公園
- 大館樹海ドーム
- 大館市樹海体育館（大館樹海アリーナ）
- 十瀬野公園
- 岩神ふれあいの森

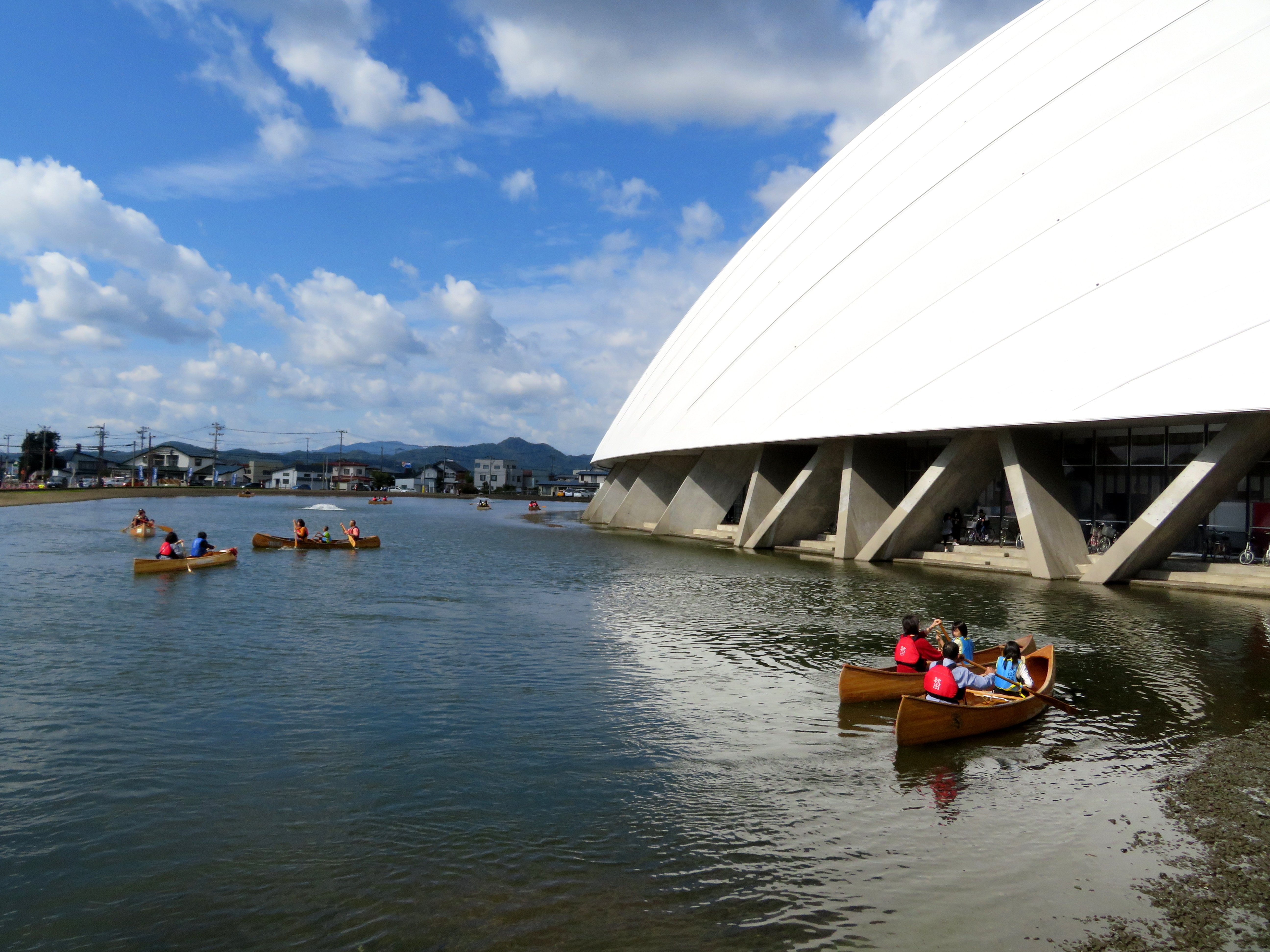
大館樹海ドーム 親水公園

- 秋田県立大館少年自然の家（わんぱーく大館）

### 自然・景勝
- 芝谷地湿原植物群落（国の天然記念物）
- 長走風穴高山植物群落（国の天然記念物）
- 矢立峠 天然秋田杉

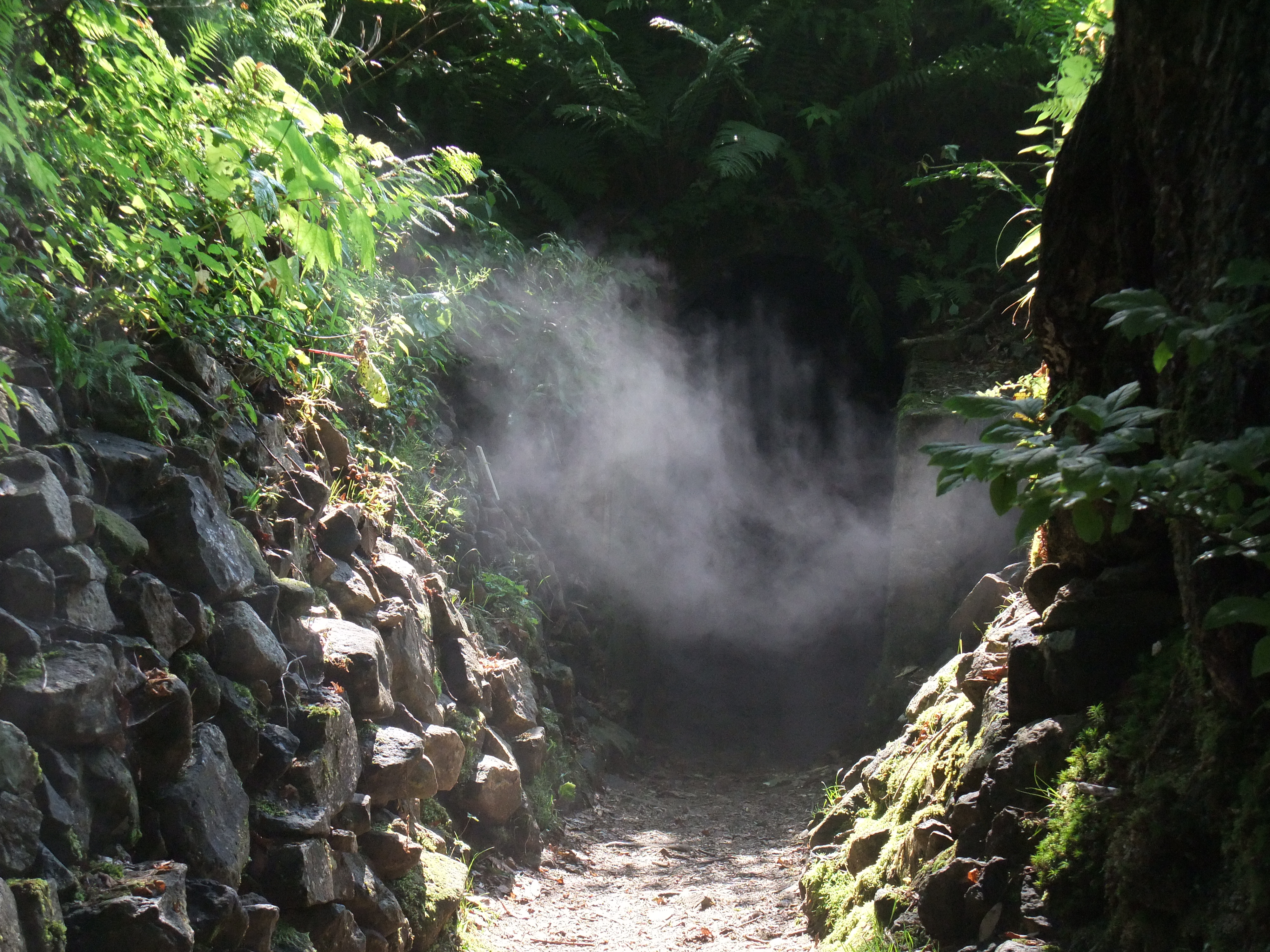
長走風穴

- 田代岳県立自然公園（田代岳・五色の滝など）
- 渓流長木川
- ニホンザリガニ生息地（無脊椎動物 天然記念物）：日本ザリガニは環境省レッドブックで絶滅危惧II類 (VU) に指定されている。

#### 登山

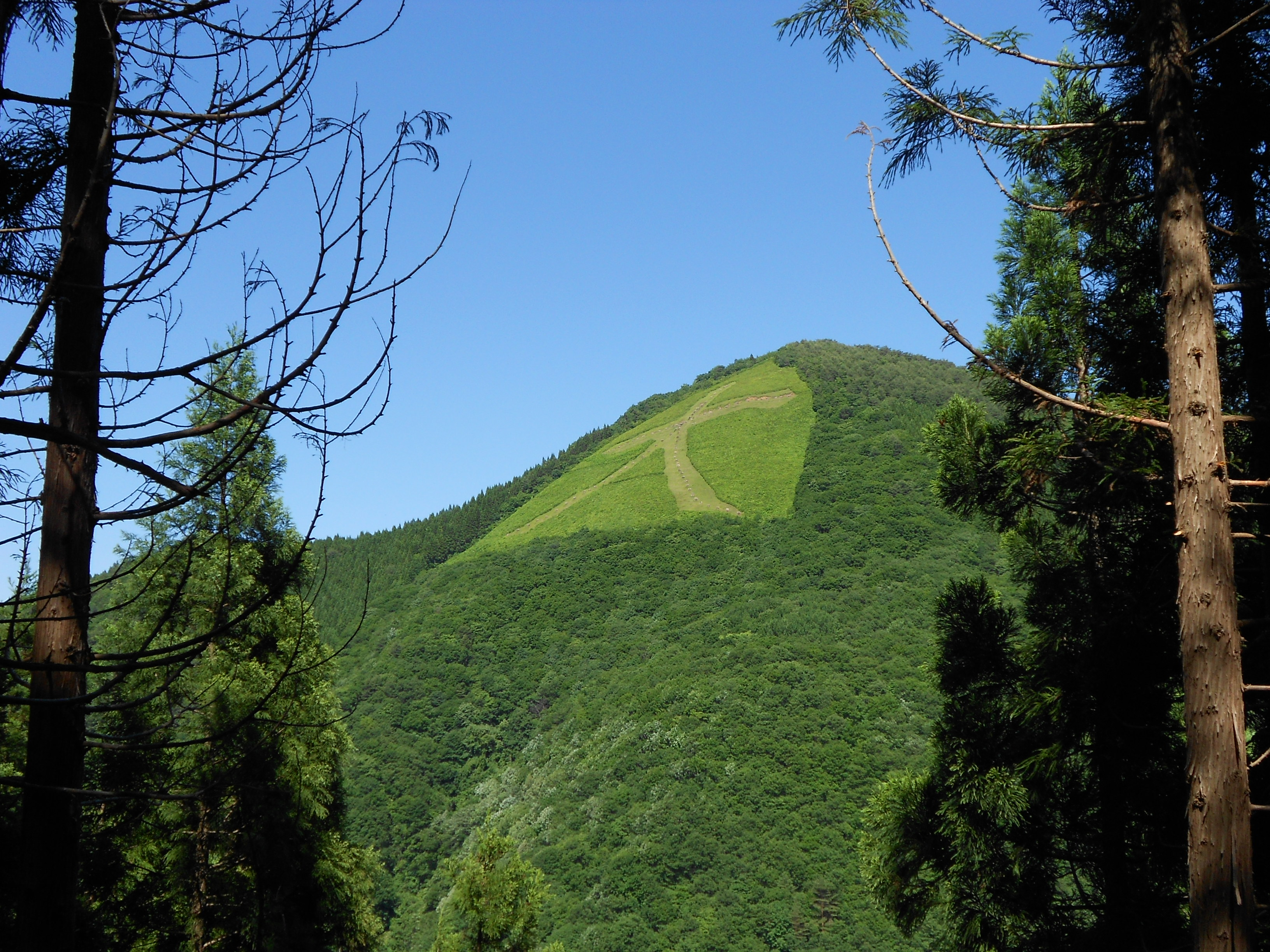
鳳凰山

- 竜ヶ森 (北秋田市・大館市)
- 羽保屋山
- 田代岳
- 鳳凰山
- 達子森
- 石の塔（大鰐町との市町境界）
- 甚吉森
- 大日影山
- 縫戸山

### 社寺
- 朝日山安立寺 - 承教寺の旧末寺。
- 一心院 - 真田幸村の墓がある。
- 大館神明社[37]
- 大館八幡神社（社殿2棟が国の重要文化財）[38]
- 扇田神明社 (おうぎたしんめいしゃ) [39]
- 三哲神社
- 独鈷大日神社 - 隣地にする民舞伝習館 (1980年 (昭和55年)開館) に市の指定文化財の浅利則頼遺愛の琵琶を保存[40]。
- 二井田温泉寺 - 安藤昌益の墓がある。
- 錦神社 - 藤原四代泰衡の墓がある[41]。
- 松峰山信仰遺跡群
- 遍照院
- 釈迦内神明社
- 老犬神社 (ろうけんじんじゃ)

### 温泉

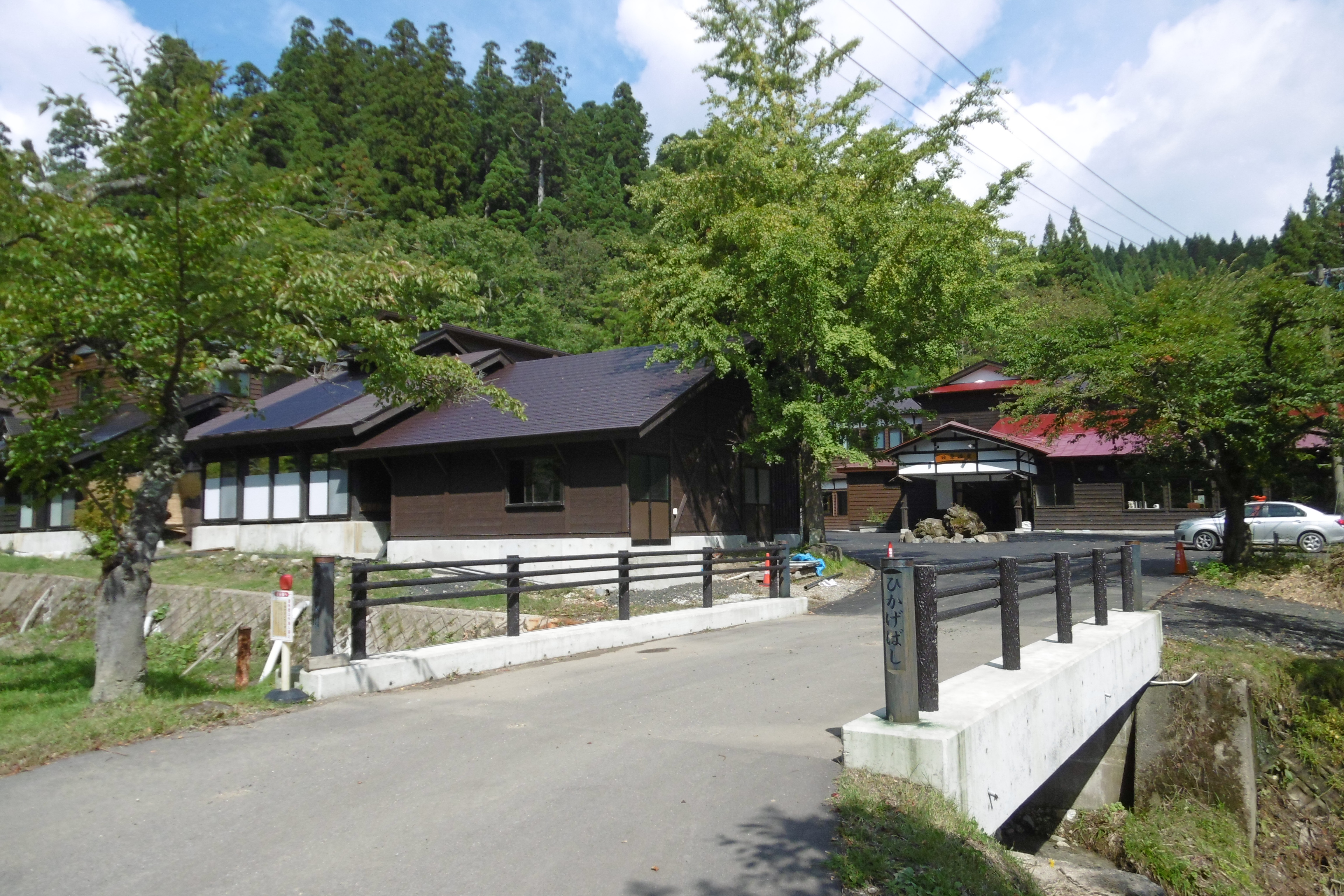
日景温泉

- 大葛温泉
- 大滝温泉
- 軽井沢温泉
- 達子森温泉（ハチ公荘）
- 長瀞温泉
- 中野温泉
- 沼館温泉
- 花岡温泉
- 日景温泉
- ひない温泉
- 矢立温泉
- 雪沢温泉

## 祭事・催事

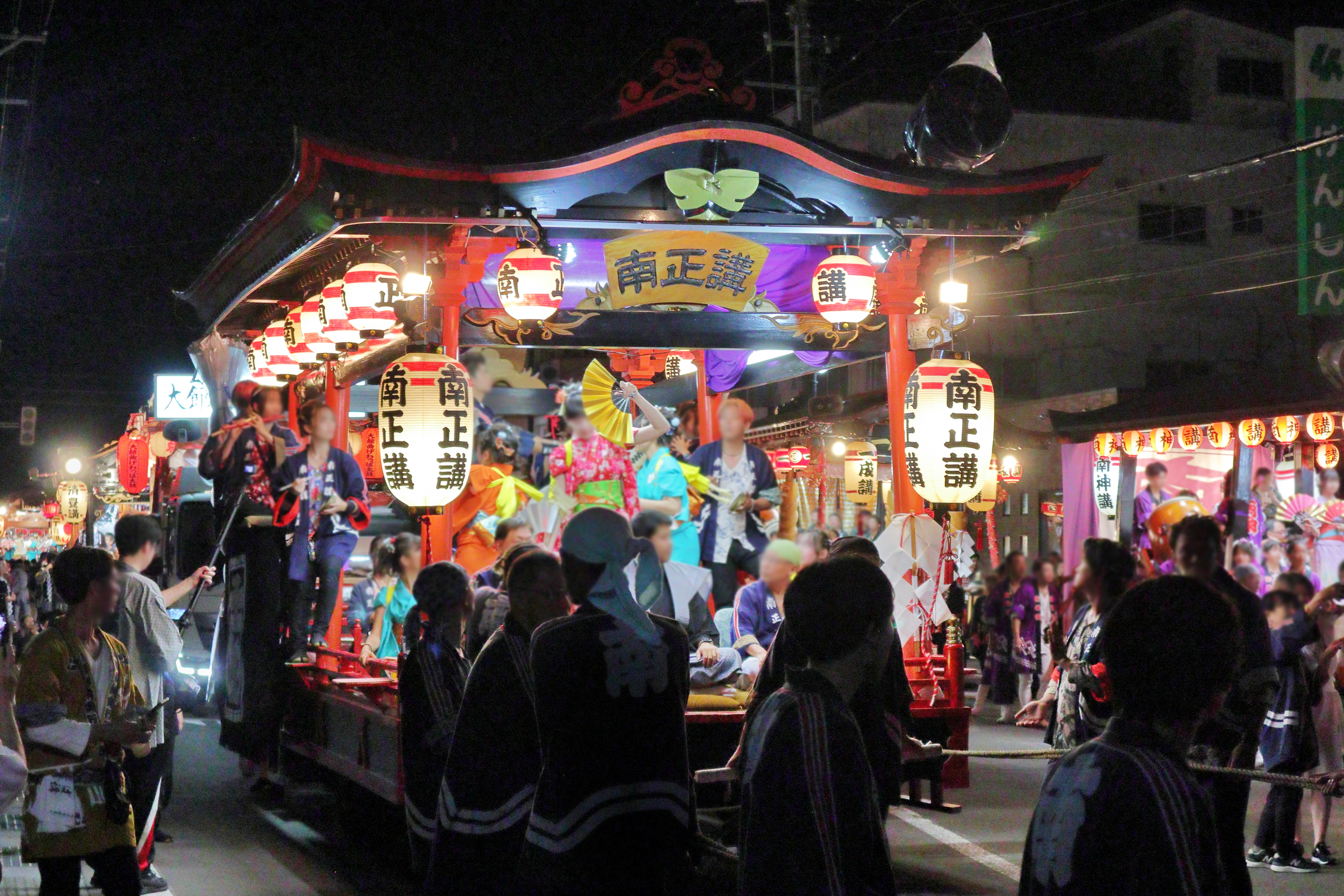
大館神明社祭典

- 比内とりの市：比内グラウンド（1月第4土曜日とその翌日曜日）
- アメッコ市：おおまちハチ公通り（2月第2土曜日とその翌日曜日）
- 桜まつり：桂城公園（4月下旬 - 5月上旬）
- 山田記念ロードレース大会：大館市名誉市民・山田敬蔵の偉業を記念して開催しているロードレース（4月29日・昭和の日開催）、2013年で61回を数える[42]。
- たけのこ祭り：田代多目的運動広場（6月上旬 - 中旬）。
- 大館バラまつり：石田ローズガーデン（6月・石田博英の元庭園で開催）
- 大日神社例大祭・独鈷ばやし（5月28日 (旧暦)）
- 中野七夕：中野地区（8月13日）
- 大文字まつり：おおまちハチ公通り・鳳凰山など（8月）
- 大館神明社祭典
- ひない盆まつり・灯籠流し・扇田盆踊り（ハッタギ踊り）：比内町扇田（8月16日 - 8月17日）
- 五色湖まつり：山瀬ダム多目的運動広場（10月第2日曜日）
- 本場大館きりたんぽまつり：大館樹海ドームなど（10月）

## 著名な出身者
- 明石康（外交官、元国連事務次長）

大館駅前のハチ公像。ハチは大館生まれである

- 虻川高範（弁護士、東北弁護士会連合会会長）
- 安藤昌益（思想家）
- 石川寛（映画監督）
- 石田博英（政治家、元労働大臣、元運輸大臣・大館市名誉市民）
- 石戸四六（プロ野球選手）
- 石戸谷健一（NHKアナウンサー）
- いずみ尚（俳優、声優）
- 一ノ関圭（漫画家）
- 因幡晃（シンガーソングライター）
- 上原敏（歌手）
- 江野麻由子（クロスカントリースキー・シットスキー選手、ソチパラリンピック日本代表）
- 近江屋信広（衆議院議員）
- 大矢崎武男（大相撲力士）
- 小畑勇二郎（政治家、元秋田県知事）市長・小畑元の叔父）
- 海江田譲二（俳優）
- 金谷鞠杏 (ファッションモデル、GENICのメンバー)
- 狩野亨吉（教育家、元第一高等学校校長）
- 桐ケ谷覚（神奈川県逗子市長）
- 小坂深和（山形テレビのアナウンサー）
- 小林多喜二（作家、小説家）
- 佐々木巌（イコン画家）
- 佐藤有文（怪奇作家・オカルト研究者）
- 佐藤久成（ヴァイオリニスト）
- ディック東郷（プロレスラー）
- 佐藤真理子（ロック歌手）
- 菅原拓也（プロレスラー）
- 高山郁夫（元プロ野球選手 現オリックス・バファローズヘッド兼投手総合コーチ）
- 立石俊樹（俳優）ミュージカル『テニスの王子様』3rdシーズン 幸村精市
- 千葉吟子（虻川吟子）（体操選手、1960年ローマオリンピック代表・東京オリンピック体操競技代表 団体総合銅メダリスト・日本体育大学名誉教授）
- 鳥潟右一（工学者、元逓信省電気試験所所長）
- 長澤雅彦（映画監督）
- 中田羽後（牧師、教会音楽家）
- 中田錦吉（住友合資総理事）
- 中村政人（東京藝術大学准教授、ゼロダテ総合ディレクター、『3331 Arts Chiyoda』の統括ディレクター、美術家）
- 布谷史人（マリンバ奏者）
- 畠澤守（東芝副社長）
- 福原淳嗣（大館市長）
- 牧冬吉（俳優）
- 三沢威（プロレスラー）
- 谷田部梅吉（東京理科大学創立者）
- 山田敬蔵（陸上選手、ボストンマラソン金メダリスト・大館市名誉市民）
- 吉崎清富（作曲家）
- まさはる君（ラブラドール・レトリバー、「まさはる君が行く!ポチたまペットの旅」の旅犬（旅犬としては三代目））